# Ligue des champions de hockey sur glace 2015-2016
Navigation
Ligue des champions 2014-2015 Ligue des champions 2016-2017
La Ligue des champions de hockey sur glace 2015-2016 est la deuxième édition de la Ligue des champions, un tournoi européen de hockey sur glace. Elle est organisée par l'European Ice Hockey Club Competition Ltd. (EICC), une société comptant pour actionnaires 26 clubs, 6 ligues et la Fédération internationale de hockey sur glace. Elle est créée à la suite de l'European Trophy 2013-2014. La fédération internationale de hockey avait organisé une compétition du même nom sous un format différent en 2008-2009.

## Clubs participants
| FRANCE POLOGNE SUÈDE Licence A Licence B Licence C Ingolstadt Munich KAC Salzbourg Vienne Linz Nitra Košice Třinec Vítkovice ↑ Pardubice Prague Liberec Litvínov Berlin Mannheim Düsseldorf Krefeld Zoug Zurich Berne Fribourg Davos SønderjyskE Hrodna KalPa JYP Tappara Espoo HIFK TPS Lukko Kärpät Oulu Skellefteå Luleå Djurgården Linköping HV71 Växjö Frölunda Färjestad Storhamar Stavanger Braehead Sheffield Genève Grenoble Gap |

48 clubs de douze pays différents participent pour cette deuxième édition. 
Les clubs ont été sélectionnés sur les critères suivants :
- Licence A : les 26 clubs fondateurs.
- Licence B : les deux équipes (le vainqueur des séries éliminatoires et le vainqueur de la saison régulière 2014-2015) des ligues fondatrices (EBEL, Extraliga tchèque, Liiga, DEL, SHL, NLA). Si ces équipes ont déjà obtenu la licence A, d'autres équipes de leur ligue récupèrent la licence B. L'ordre d'attribution des licences B est alors le suivant :
  - champion national ;
  - vainqueur de la saison régulière ;
  - deuxième de la saison régulière ;
  - finaliste des séries éliminatoires ;
  - meilleur classé d'un perdant en demi-finale des séries éliminatoires ;
  - moins bon classé d'un perdant en demi-finale des séries éliminatoires.
- Licence C : il s'agit de 10 invitations (wild cards) :
  - 5 sont attribuées aux champions de Slovaquie, de Norvège, du Royaume-Uni, de France et du Danemark ;
  - 4 sont attribuées à un second club des championnats de Slovaquie, de Norvège, du Royaume-Uni et du Danemark ;
  - la dernière invitation revient au club biélorusse HK Nioman Hrodna, vainqueur de l'édition 2014-2015 de la Coupe continentale.

À la suite de la décision des clubs danois de renoncer à leur seconde invitation, ce sont les Brûleurs de loups de Grenoble, vainqueurs de la saison régulière de Ligue Magnus qui bénéficient de cette invitation.
| Équipe                        | Ville      | Ligue                   | Qualification                           | Licence |
| ----------------------------- | ---------- | ----------------------- | --------------------------------------- | ------- |
| EC Red Bull Salzbourg         | Salzbourg  | EBEL                    | club fondateur                          | A       |
| Vienna Capitals               | Vienne     | EBEL                    | club fondateur                          | A       |
| HC Bílí Tygři Liberec         | Liberec    | Extraliga tchèque       | club fondateur                          | A       |
| HC Pardubice                  | Pardubice  | Extraliga tchèque       | club fondateur                          | A       |
| HC Sparta Prague              | Prague     | Extraliga tchèque       | club fondateur                          | A       |
| HC Vítkovice Steel            | Ostrava    | Extraliga tchèque       | club fondateur                          | A       |
| HIFK                          | Helsinki   | Liiga                   | club fondateur                          | A       |
| JYP Jyväskylä                 | Jyväskylä  | Liiga                   | club fondateur                          | A       |
| KalPa                         | Kuopio     | Liiga                   | club fondateur                          | A       |
| Kärpät Oulu                   | Oulu       | Liiga                   | club fondateur                          | A       |
| Tappara                       | Tampere    | Liiga                   | club fondateur                          | A       |
| TPS                           | Turku      | Liiga                   | club fondateur                          | A       |
| Adler Mannheim                | Mannheim   | Deutsche Eishockey Liga | club fondateur                          | A       |
| Eisbären Berlin               | Berlin     | Deutsche Eishockey Liga | club fondateur                          | A       |
| ERC Ingolstadt                | Ingolstadt | Deutsche Eishockey Liga | club fondateur                          | A       |
| Krefeld Pinguine              | Krefeld    | Deutsche Eishockey Liga | club fondateur                          | A       |
| CP Berne                      | Berne      | National League A       | club fondateur                          | A       |
| HC Fribourg-Gottéron          | Fribourg   | National League A       | club fondateur                          | A       |
| ZSC Lions                     | Zurich     | National League A       | club fondateur                          | A       |
| EV Zoug                       | Zoug       | National League A       | club fondateur                          | A       |
| Frölunda HC                   | Göteborg   | Swedish Hockey League   | club fondateur                          | A       |
| Färjestad BK                  | Karlstad   | Swedish Hockey League   | club fondateur                          | A       |
| HV71                          | Jönköping  | Swedish Hockey League   | club fondateur                          | A       |
| Linköpings HC                 | Linköping  | Swedish Hockey League   | club fondateur                          | A       |
| Luleå HF                      | Luleå      | Swedish Hockey League   | club fondateur                          | A       |
| Djurgårdens IF Hockey         | Stockholm  | Swedish Hockey League   | club fondateur                          | A       |
| EC KAC                        | Klagenfurt | EBEL                    | Demi-finaliste des séries éliminatoires | B       |
| EHC Black Wings Linz          | Linz       | EBEL                    | Deuxième de la saison régulière         | B       |
| HC Litvínov                   | Litvínov   | Extraliga tchèque       | Champion                                | B       |
| HC Oceláři Třinec             | Třinec     | Extraliga tchèque       | Vainqueur de la saison régulière        | B       |
| Lukko                         | Rauma      | Liiga                   | Demi-finaliste des séries éliminatoires | B       |
| Espoo Blues                   | Espoo      | Liiga                   | Cinquième de la saison régulière        | B       |
| Düsseldorfer EG               | Düsseldorf | Deutsche Eishockey Liga | Demi-finaliste des séries éliminatoires | B       |
| EHC Red Bull Munich           | Munich     | Deutsche Eishockey Liga | Deuxième de la saison régulière         | B       |
| HC Davos                      | Davos      | National League A       | Champion                                | B       |
| Genève-Servette HC            | Genève     | National League A       | Demi-finaliste des séries éliminatoires | B       |
| Växjö Lakers                  | Växjö      | Swedish Hockey League   | Finaliste des séries éliminatoires      | B       |
| Skellefteå AIK                | Skellefteå | Swedish Hockey League   | Vainqueur de la saison régulière        | B       |
| HK Nioman Hrodna              | Hrodna     | Ekstraliga              | Vainqueur de la Coupe continentale      | C       |
| SønderjyskE Ishockey          | Vojens     | Metal Ligaen            | Champion                                | C       |
| Rapaces de Gap                | Gap        | Ligue Magnus            | Champion                                | C       |
| Brûleurs de loups de Grenoble | Grenoble   | Ligue Magnus            | Vainqueur de la saison régulière        | C       |
| Sheffield Steelers            | Sheffield  | Elite Ice Hockey League | Vainqueur de la saison régulière        | C       |
| Braehead Clan                 | Glasgow    | Elite Ice Hockey League | Deuxième de la saison régulière         | C       |
| Stavanger Oilers              | Stavanger  | GET-ligaen              | Champion                                | C       |
| Storhamar Dragons             | Hamar      | GET-ligaen              | Deuxième de la saison régulière         | C       |
| HC Košice                     | Košice     | Extraliga slovaque      | Champion                                | C       |
| HK Nitra                      | Nitra      | Extraliga slovaque      | Deuxième de la saison régulière         | C       |

## Tour de qualification
Il se déroule du 20 août au 6 septembre 2015. Les 48 équipes sont réparties en 16 groupes de 3 équipes. Chaque équipe joue deux matchs, un aller et un retour, contre chaque équipe de son groupe, pour un total de quatre matchs par équipe. Les seize groupes sont dévoilés le 13 mai 2015 à Prague en République tchèque. Trente-deux équipes sont qualifiées pour les séries éliminatoires, soit les deux premières équipes de chaque groupe.

### Tirage au sort
Les seize groupes sont déterminés par un tirage au sort qui se déroule le 13 mai 2015 à Prague. Les 48 équipes ont été classées en trois chapeaux de seize équipes. À l'issue du tirage au sort, chaque groupe est formé par une équipe de chaque groupe. Les critères utilisés pour ranger les équipes sont les suivants :
- Champions des six ligues fondatrices.
- Vainqueurs des saisons régulières des six ligues fondatrices.
- Les équipes restantes des licences A et B en fonction de leur classement obtenu dans leur ligue.
- Les équipes invitées, en fonction de leur classement obtenu dans leur ligue.

Quand les équipes terminent à la même place dans leur ligues respectives, elles sont classées en fonction du classement des ligues établi par l'IIHF.
| Chapeau 1 | Chapeau 2 | Chapeau 3 |
| --- | --- | --- |
| Växjö Lakers Kärpät Oulu HC Litvínov HC Davos EC Red Bull Salzbourg Adler Mannheim Skellefteå AIK Tappara HC Oceláři Třinec ZSC Lions EHC Black Wings Linz EHC Red Bull Munich Frölunda HC Lukko HC Sparta Prague CP Berne | Vienna Capitals ERC Ingolstadt Linköpings HC JYP Jyväskylä HC Pardubice Genève-Servette EC KAC Düsseldorfer EG HV71 Espoo Blues HC Vítkovice Steel EV Zoug Eisbären Berlin Luleå HF KalPa HC Bílí Tygři Liberec | HC Fribourg-Gottéron Krefeld Pinguine Färjestad BK HIFK Djurgårdens IF Hockey TPS HC Košice Stavanger Oilers SønderjyskE Ishockey Sheffield Steelers Rapaces de Gap HK Nitra Storhamar Dragons Braehead Clan Brûleurs de loups de Grenoble HK Nioman Hrodna |

### Classements
| Clt   | Équipe        | PJ | V | VP | D | DP | BP | BC | Diff | Pts |
| ----- | ------------- | -- | - | -- | - | -- | -- | -- | ---- | --- |
| +001, | Linköpings HC | 4  | 3 | 1  | 0 | 0  | 14 | 4  | +10  | 11  |
| +002, | HIFK          | 4  | 1 | 0  | 2 | 1  | 6  | 8  | -2   | 4   |
| +003, | CP Berne      | 4  | 0 | 1  | 2 | 1  | 7  | 15 | -8   | 3   |

- Qualifié pour les séries éliminatoires

| Clt   | Équipe                | PJ | V | VP | D | DP | BP | BC | Diff | Pts |
| ----- | --------------------- | -- | - | -- | - | -- | -- | -- | ---- | --- |
| +001, | Tappara               | 4  | 3 | 0  | 0 | 1  | 16 | 6  | +10  | 10  |
| +002, | Djurgårdens IF Hockey | 4  | 2 | 1  | 1 | 0  | 13 | 11 | +2   | 8   |
| +003, | EV Zoug               | 4  | 0 | 0  | 4 | 0  | 6  | 18 | -12  | 0   |

- Qualifié pour les séries éliminatoires

| Clt   | Équipe                | PJ | V | VP | D | DP | BP | BC | Diff | Pts |
| ----- | --------------------- | -- | - | -- | - | -- | -- | -- | ---- | --- |
| +001, | HV 71 Jönköping       | 4  | 4 | 0  | 0 | 0  | 16 | 4  | +12  | 12  |
| +002, | EC Red Bull Salzbourg | 4  | 1 | 0  | 3 | 0  | 10 | 13 | -3   | 3   |
| +003, | SønderjyskE Ishockey  | 4  | 1 | 0  | 3 | 0  | 8  | 17 | -9   | 3   |

- Qualifié pour les séries éliminatoires

| Clt   | Équipe                | PJ | V | VP | D | DP | BP | BC | Diff | Pts |
| ----- | --------------------- | -- | - | -- | - | -- | -- | -- | ---- | --- |
| +001, | Skellefteå AIK        | 4  | 3 | 1  | 0 | 0  | 16 | 6  | +10  | 11  |
| +002, | HC Bílí Tygři Liberec | 4  | 2 | 0  | 2 | 0  | 13 | 9  | +4   | 6   |
| +003, | HK Nitra              | 4  | 0 | 0  | 3 | 1  | 4  | 18 | -14  | 1   |

- Qualifié pour les séries éliminatoires

| Clt   | Équipe       | PJ | V | VP | D | DP | BP | BC | Diff | Pts |
| ----- | ------------ | -- | - | -- | - | -- | -- | -- | ---- | --- |
| +001, | HC Davos     | 4  | 3 | 0  | 0 | 1  | 12 | 6  | +6   | 10  |
| +002, | Färjestad BK | 4  | 1 | 2  | 1 | 0  | 8  | 9  | -1   | 7   |
| +003, | HC Pardubice | 4  | 0 | 0  | 3 | 1  | 10 | 15 | -5   | 1   |

- Qualifié pour les séries éliminatoires

| Clt   | Équipe                        | PJ | V | VP | D | DP | BP | BC | Diff | Pts |
| ----- | ----------------------------- | -- | - | -- | - | -- | -- | -- | ---- | --- |
| +001, | HC Litvínov                   | 4  | 3 | 1  | 0 | 0  | 14 | 7  | +7   | 11  |
| +002, | Espoo Blues                   | 4  | 1 | 0  | 2 | 1  | 7  | 8  | -1   | 4   |
| +003, | Brûleurs de loups de Grenoble | 4  | 1 | 0  | 3 | 0  | 9  | 15 | -6   | 3   |

- Qualifié pour les séries éliminatoires

| Clt   | Équipe               | PJ | V | VP | D | DP | BP | BC | Diff | Pts |
| ----- | -------------------- | -- | - | -- | - | -- | -- | -- | ---- | --- |
| +001, | TPS                  | 4  | 2 | 1  | 0 | 1  | 15 | 9  | +6   | 9   |
| +002, | Düsseldorfer EG      | 4  | 1 | 1  | 2 | 0  | 15 | 14 | +1   | 5   |
| +003, | EHC Black Wings Linz | 4  | 1 | 0  | 2 | 1  | 11 | 18 | -7   | 4   |

- Qualifié pour les séries éliminatoires

| Clt   | Équipe              | PJ | V | VP | D | DP | BP | BC | Diff | Pts |
| ----- | ------------------- | -- | - | -- | - | -- | -- | -- | ---- | --- |
| +001, | EHC Red Bull Munich | 4  | 4 | 0  | 0 | 0  | 15 | 4  | +11  | 12  |
| +002, | HC Košice           | 4  | 1 | 1  | 2 | 0  | 7  | 8  | -1   | 5   |
| +003, | EC KAC              | 4  | 0 | 0  | 3 | 1  | 5  | 15 | -10  | 1   |

- Qualifié pour les séries éliminatoires

| Clt   | Équipe             | PJ | V | VP | D | DP | BP | BC | Diff | Pts |
| ----- | ------------------ | -- | - | -- | - | -- | -- | -- | ---- | --- |
| +001, | Adler Mannheim     | 4  | 2 | 1  | 1 | 0  | 6  | 5  | +1   | 8   |
| +002, | HC Vítkovice Steel | 4  | 2 | 0  | 1 | 1  | 7  | 5  | +2   | 7   |
| +003, | HK Nioman Hrodna   | 4  | 1 | 0  | 3 | 0  | 4  | 7  | -3   | 3   |

- Qualifié pour les séries éliminatoires

| Clt   | Équipe             | PJ | V | VP | D | DP | BP | BC | Diff | Pts |
| ----- | ------------------ | -- | - | -- | - | -- | -- | -- | ---- | --- |
| +001, | Kärpät Oulu        | 4  | 4 | 0  | 0 | 0  | 12 | 1  | +11  | 12  |
| +002, | Capitals de Vienne | 4  | 1 | 0  | 2 | 1  | 8  | 14 | -6   | 4   |
| +003, | Krefeld Pinguine   | 4  | 0 | 1  | 3 | 0  | 9  | 14 | -5   | 2   |

- Qualifié pour les séries éliminatoires

| Clt   | Équipe               | PJ | V | VP | D | DP | BP | BC | Diff | Pts |
| ----- | -------------------- | -- | - | -- | - | -- | -- | -- | ---- | --- |
| +001, | Luleå HF             | 4  | 2 | 1  | 1 | 0  | 14 | 9  | +5   | 8   |
| +002, | Lukko                | 4  | 1 | 1  | 1 | 1  | 11 | 12 | -1   | 6   |
| +003, | HC Fribourg-Gottéron | 4  | 1 | 0  | 2 | 1  | 11 | 15 | -4   | 4   |

- Qualifié pour les séries éliminatoires

| Clt   | Équipe            | PJ | V | VP | D | DP | BP | BC | Diff | Pts |
| ----- | ----------------- | -- | - | -- | - | -- | -- | -- | ---- | --- |
| +001, | Stavanger Oilers  | 4  | 2 | 0  | 1 | 1  | 11 | 7  | +4   | 7   |
| +002, | HC Oceláři Třinec | 4  | 1 | 1  | 1 | 1  | 14 | 11 | +3   | 6   |
| +003, | KalPa             | 4  | 1 | 1  | 2 | 0  | 6  | 13 | -7   | 5   |

- Qualifié pour les séries éliminatoires

| Clt   | Équipe            | PJ | V | VP | D | DP | BP | BC | Diff | Pts |
| ----- | ----------------- | -- | - | -- | - | -- | -- | -- | ---- | --- |
| +001, | Storhamar Dragons | 4  | 3 | 0  | 1 | 0  | 12 | 5  | +7   | 9   |
| +002, | HC Sparta Prague  | 4  | 2 | 0  | 1 | 1  | 12 | 10 | +2   | 7   |
| +003, | Genève-Servette   | 4  | 0 | 1  | 3 | 0  | 7  | 16 | -9   | 2   |

- Qualifié pour les séries éliminatoires

| Clt   | Équipe             | PJ | V | VP | D | DP | BP | BC | Diff | Pts |
| ----- | ------------------ | -- | - | -- | - | -- | -- | -- | ---- | --- |
| +001, | Frölunda HC        | 4  | 4 | 0  | 0 | 0  | 20 | 5  | +15  | 12  |
| +002, | JYP Jyväskylä      | 4  | 2 | 0  | 2 | 0  | 10 | 9  | +1   | 6   |
| +003, | Sheffield Steelers | 4  | 0 | 0  | 4 | 0  | 4  | 20 | -16  | 0   |

- Qualifié pour les séries éliminatoires

| Clt   | Équipe         | PJ | V | VP | D | DP | BP | BC | Diff | Pts |
| ----- | -------------- | -- | - | -- | - | -- | -- | -- | ---- | --- |
| +001, | Växjö Lakers   | 4  | 3 | 0  | 1 | 0  | 20 | 10 | +10  | 9   |
| +002, | ERC Ingolstadt | 4  | 2 | 0  | 2 | 0  | 16 | 15 | +1   | 6   |
| +003, | Braehead Clan  | 4  | 1 | 0  | 3 | 0  | 11 | 22 | -11  | 3   |

- Qualifié pour les séries éliminatoires

| Clt   | Équipe          | PJ | V | VP | D | DP | BP | BC | Diff | Pts |
| ----- | --------------- | -- | - | -- | - | -- | -- | -- | ---- | --- |
| +001, | ZSC Lions       | 4  | 4 | 0  | 0 | 0  | 20 | 10 | +10  | 12  |
| +002, | Eisbären Berlin | 4  | 1 | 0  | 3 | 0  | 12 | 13 | -1   | 3   |
| +003, | Rapaces de Gap  | 4  | 1 | 0  | 3 | 0  | 9  | 18 | -9   | 3   |

- Qualifié pour les séries éliminatoires

## Séries éliminatoires
Les deux premières équipes de chaque groupe participent aux séries éliminatoires. Elles se déroulent du 22 septembre 2015 au 9 février 2016.
Les seize premiers des groupes du premier tour sont dans le chapeau A. Les seize autres équipes sont dans le chapeau B. Les équipes du chapeau A affronteront celles du chapeau B, celle du chapeau A recevant lors du match retour. Deux équipes qualifiées dans un même groupe ne peuvent pas s'affronter lors des huitièmes de finale.

### Équipes qualifiées
| Groupe | 1er de groupe – Chapeau A | 2e de groupe – Chapeau B |
| ------ | ------------------------- | ------------------------ |
| A      | Linköpings HC             | HIFK                     |
| B      | Tappara                   | Djurgården IF Hockey     |
| C      | HV 71 Jönköping           | EC Red Bull Salzbourg    |
| D      | Skellefteå AIK            | HC Bílí Tygři Liberec    |
| E      | HC Davos                  | Färjestad BK             |
| F      | HC Litvínov               | Espoo Blues              |
| G      | TPS                       | Düsseldorfer EG          |
| H      | EHC Red Bull Munich       | HC Košice                |
| I      | Adler Mannheim            | HC Vítkovice Steel       |
| J      | Kärpät Oulu               | Vienna Capitals          |
| K      | Luleå HF                  | Lukko                    |
| L      | Stavanger Oilers          | HC Oceláři Třinec        |
| M      | Storhamar Dragons         | HC Sparta Prague         |
| N      | Frölunda HC               | JYP Jyväskylä            |
| O      | Växjö Lakers              | ERC Ingolstadt           |
| P      | ZSC Lions                 | Eisbären Berlin          |

Qualifiés par pays :
- Allemagne : 5 qualifiés sur 6 engagés (2 premiers, 3 deuxièmes)
- Autriche : 2 qualifiés sur 4 engagés (2 deuxièmes)
- Finlande : 7 qualifiés sur 8 engagés (3 premiers, 4 deuxièmes)
- Norvège : 2 qualifiés sur 2 engagés (2 premiers)
- République tchèque : 5 qualifiés sur 6 engagés (1 premier, 4 deuxièmes)
- Slovaquie : 1 qualifié sur 2 engagés (1 deuxième)
- Suède : 8 qualifiés sur 8 engagés (6 premiers, 2 deuxièmes)
- Suisse : 2 qualifiés sur 6 engagés (2 premiers)

Pays ne réussissant à qualifier personne :  Biélorussie (0 sur 1),  Royaume-Uni (0 sur 2),  France (0 sur 2),  Danemark (0 sur 1)

### Tableau
|  |                       |                |                       |                       |                   |                   |                |                     |                     |                     |                     |                     |                     |                  |                  |                  |                  |                  |                  |                  |              |              |              |              |              |              |              |             |        |        |        |        |        |
|  | 1er tour              | 1er tour       | 1er tour              | 1er tour              | 1er tour          |                   |                |                     | Quarts de finale    | Quarts de finale    | Quarts de finale    | Quarts de finale    | Quarts de finale    | Quarts de finale | Quarts de finale | Quarts de finale | Quarts de finale | Quarts de finale | Quarts de finale | Quarts de finale |              | Finale       | Finale       | Finale       | Finale       | Finale       | Finale       | Finale      | Finale | Finale | Finale | Finale | Finale |
|  |                       |                |                       |                       |                   |                   |                |                     |                     |                     |                     |                     |                     |                  |                  |                  |                  |                  |                  |                  |              |              |              |              |              |              |              |             |        |        |        |        |        |
|  |                       |                |                       |                       |                   |                   |                | Huitièmes de finale | Huitièmes de finale | Huitièmes de finale | Huitièmes de finale | Huitièmes de finale | Huitièmes de finale |                  | Demi-finales     | Demi-finales     | Demi-finales     | Demi-finales     | Demi-finales     | Demi-finales     | Demi-finales | Demi-finales | Demi-finales | Demi-finales | Demi-finales | Demi-finales | Demi-finales |             |        |        |        |        |        |
|  |                       |                |                       |                       |                   |                   |                |                     |                     |                     |                     |                     |                     |                  |                  |                  |                  |                  |                  |                  |              |              |              |              |              |              |              |             |        |        |        |        |        |
|  |                       |                |                       |                       |                   |                   |                |                     |                     |                     |                     |                     |                     |                  |                  |                  |                  |                  |                  |                  |              |              |              |              |              |              |              |             |        |        |        |        |        |
|  | HV 71 Jönköping       | C1             | 2                     | 3                     |                   |                   |                |                     |                     |                     |                     |                     |                     |                  |                  |                  |                  |                  |                  |                  |              |              |              |              |              |              |              |             |        |        |        |        |        |
|  | HV 71 Jönköping       | C1             | 2                     | 3                     |                   |                   |                |                     |                     |                     |                     |                     |                     |                  |                  |                  |                  |                  |                  |                  |              |              |              |              |              |              |              |             |        |        |        |        |        |
|  | HC Oceláři Třinec     | L2             | 2                     | 1                     |                   |                   |                |                     |                     |                     |                     |                     |                     |                  |                  |                  |                  |                  |                  |                  |              |              |              |              |              |              |              |             |        |        |        |        |        |
|  | HC Oceláři Třinec     | L2             | 2                     | 1                     | HV 71 Jönköping   | HV 71 Jönköping   | C1             | 1                   | 1                   |                     |                     |                     |                     |                  |                  |                  |                  |                  |                  |                  |              |              |              |              |              |              |              |             |        |        |        |        |        |
|  |                       |                |                       |                       |                   | HV 71 Jönköping   | C1             | 1                   | 1                   |                     |                     |                     |                     |                  |                  |                  |                  |                  |                  |                  |              |              |              |              |              |              |              |             |        |        |        |        |        |
|  |                       |                | Espoo Blues           | Espoo Blues           | F2                | 3                 | 1              |                     |                     |                     |                     |                     |                     |                  |                  |                  |                  |                  |                  |                  |              |              |              |              |              |              |              |             |        |        |        |        |        |
|  | Adler Mannheim        | I1             | Espoo Blues           | Espoo Blues           | F2                | 3                 | 1              | 1                   | 3                   |                     |                     |                     |                     |                  |                  |                  |                  |                  |                  |                  |              |              |              |              |              |              |              |             |        |        |        |        |        |
|  | Adler Mannheim        | I1             |                       |                       |                   |                   |                |                     |                     |                     |                     |                     |                     |                  |                  |                  |                  |                  |                  |                  |              |              |              |              |              |              |              |             |        |        |        |        |        |
|  | Espoo Blues           | F2             | 4                     | 2                     |                   |                   |                |                     |                     |                     |                     |                     |                     |                  |                  |                  |                  |                  |                  |                  |              |              |              |              |              |              |              |             |        |        |        |        |        |
|  | Espoo Blues           | F2             | 4                     | 2                     |                   |                   |                | Espoo Blues         | Espoo Blues         | Espoo Blues         | Espoo Blues         | Espoo Blues         | Espoo Blues         | Espoo Blues      | Espoo Blues      | F2               | 2                | 1                |                  |                  |              |              |              |              |              |              |              |             |        |        |        |        |        |
|  |                       |                |                       |                       |                   |                   |                | Espoo Blues         | Espoo Blues         | Espoo Blues         | Espoo Blues         | Espoo Blues         | Espoo Blues         | Espoo Blues      | Espoo Blues      | F2               | 2                | 1                |                  |                  |              |              |              |              |              |              |              |             |        |        |        |        |        |
|  | Kärpät Oulu           | Kärpät Oulu    | Kärpät Oulu           | Kärpät Oulu           | Kärpät Oulu       | Kärpät Oulu       | Kärpät Oulu    | Kärpät Oulu         | J1                  | 0                   | 5                   |                     |                     |                  |                  |                  |                  |                  |                  |                  |              |              |              |              |              |              |              |             |        |        |        |        |        |
|  | Kärpät Oulu           | Kärpät Oulu    | Kärpät Oulu           | Kärpät Oulu           | Kärpät Oulu       | Kärpät Oulu       | Kärpät Oulu    | Kärpät Oulu         | J1                  | 0                   | 5                   | Kärpät Oulu         | J1                  | 2                | 3                |                  |                  |                  |                  |                  |              |              |              |              |              |              |              |             |        |        |        |        |        |
|  |                       |                |                       |                       |                   |                   |                |                     |                     |                     |                     | Kärpät Oulu         | J1                  | 2                | 3                |                  |                  |                  |                  |                  |              |              |              |              |              |              |              |             |        |        |        |        |        |
|  | Düsseldorfer EG       | G2             | 0                     | 0                     |                   |                   |                |                     |                     |                     |                     |                     |                     |                  |                  |                  |                  |                  |                  |                  |              |              |              |              |              |              |              |             |        |        |        |        |        |
|  | Düsseldorfer EG       | G2             | 0                     | 0                     | Kärpät Oulu       | Kärpät Oulu       | J1             | 2                   | 4                   |                     |                     |                     |                     |                  |                  |                  |                  |                  |                  |                  |              |              |              |              |              |              |              |             |        |        |        |        |        |
|  |                       |                |                       |                       |                   | Kärpät Oulu       | J1             | 2                   | 4                   |                     |                     |                     |                     |                  |                  |                  |                  |                  |                  |                  |              |              |              |              |              |              |              |             |        |        |        |        |        |
|  |                       |                | HC Sparta Prague      | HC Sparta Prague      | M2                | 4                 | 1              |                     |                     |                     |                     |                     |                     |                  |                  |                  |                  |                  |                  |                  |              |              |              |              |              |              |              |             |        |        |        |        |        |
|  | ZSC Lions             | P1             | HC Sparta Prague      | HC Sparta Prague      | M2                | 4                 | 1              | 2                   | 0                   |                     |                     |                     |                     |                  |                  |                  |                  |                  |                  |                  |              |              |              |              |              |              |              |             |        |        |        |        |        |
|  | ZSC Lions             | P1             |                       |                       |                   |                   |                |                     |                     |                     |                     |                     |                     |                  |                  |                  |                  |                  |                  |                  |              |              |              |              |              |              |              |             |        |        |        |        |        |
|  | HC Sparta Prague      | M2             | 3                     | 3                     |                   |                   |                |                     |                     |                     |                     |                     |                     |                  |                  |                  |                  |                  |                  |                  |              |              |              |              |              |              |              |             |        |        |        |        |        |
|  | HC Sparta Prague      | M2             | 3                     | 3                     |                   |                   |                |                     |                     |                     |                     |                     |                     | Kärpät Oulu      | Kärpät Oulu      | Kärpät Oulu      | Kärpät Oulu      | Kärpät Oulu      | Kärpät Oulu      | Kärpät Oulu      | Kärpät Oulu  | Kärpät Oulu  | J1           | 3            | 2            |              |              |             |        |        |        |        |        |
|  |                       |                |                       |                       |                   |                   |                |                     |                     |                     |                     |                     |                     | Kärpät Oulu      | Kärpät Oulu      | Kärpät Oulu      | Kärpät Oulu      | Kärpät Oulu      | Kärpät Oulu      | Kärpät Oulu      | Kärpät Oulu  | Kärpät Oulu  | J1           | 3            | 2            |              |              |             |        |        |        |        |        |
|  | Lukko                 | Lukko          | Lukko                 | Lukko                 | Lukko             | Lukko             | Lukko          | Lukko               | Lukko               | K2                  | 2                   | 2                   |                     |                  |                  |                  |                  |                  |                  |                  |              |              |              |              |              |              |              |             |        |        |        |        |        |
|  | Lukko                 | Lukko          | Lukko                 | Lukko                 | Lukko             | Lukko             | Lukko          | Lukko               | Lukko               | K2                  | 2                   | 2                   | Storhamar Dragons   | M1               | 3                | 3                |                  |                  |                  |                  |              |              |              |              |              |              |              |             |        |        |        |        |        |
|  |                       |                |                       |                       |                   |                   |                |                     |                     |                     |                     |                     |                     | M1               | 3                | 3                |                  |                  |                  |                  |              |              |              |              |              |              |              |             |        |        |        |        |        |
|  | EC Red Bull Salzbourg | C2             | 1                     | 2                     |                   |                   |                |                     |                     |                     |                     |                     |                     |                  |                  |                  |                  |                  |                  |                  |              |              |              |              |              |              |              |             |        |        |        |        |        |
|  | EC Red Bull Salzbourg | C2             | 1                     | 2                     | Storhamar Dragons | Storhamar Dragons | M1             | 3                   | 1                   |                     |                     |                     |                     |                  |                  |                  |                  |                  |                  |                  |              |              |              |              |              |              |              |             |        |        |        |        |        |
|  |                       |                |                       |                       |                   | Storhamar Dragons | M1             | 3                   | 1                   |                     |                     |                     |                     |                  |                  |                  |                  |                  |                  |                  |              |              |              |              |              |              |              |             |        |        |        |        |        |
|  |                       |                | TPS                   | TPS                   | G1                | 4                 | 2              |                     |                     |                     |                     |                     |                     |                  |                  |                  |                  |                  |                  |                  |              |              |              |              |              |              |              |             |        |        |        |        |        |
|  | TPS                   | G1             | TPS                   | TPS                   | G1                | 4                 | 2              | 2                   | 4                   |                     |                     |                     |                     |                  |                  |                  |                  |                  |                  |                  |              |              |              |              |              |              |              |             |        |        |        |        |        |
|  | TPS                   | G1             |                       |                       |                   |                   |                |                     |                     |                     |                     |                     |                     |                  |                  |                  |                  |                  |                  |                  |              |              |              |              |              |              |              |             |        |        |        |        |        |
|  | JYP Jyväskylä         | N2             | 2                     | 1                     |                   |                   |                |                     |                     |                     |                     |                     |                     |                  |                  |                  |                  |                  |                  |                  |              |              |              |              |              |              |              |             |        |        |        |        |        |
|  | JYP Jyväskylä         | N2             | 2                     | 1                     |                   |                   |                | TPS                 | TPS                 | TPS                 | TPS                 | TPS                 | TPS                 | TPS              | TPS              | G1               | 3                | 1                |                  |                  |              |              |              |              |              |              |              |             |        |        |        |        |        |
|  |                       |                |                       |                       |                   |                   |                | TPS                 | TPS                 | TPS                 | TPS                 | TPS                 | TPS                 | TPS              | TPS              | G1               | 3                | 1                |                  |                  |              |              |              |              |              |              |              |             |        |        |        |        |        |
|  | Lukko                 | Lukko          | Lukko                 | Lukko                 | Lukko             | Lukko             | Lukko          | Lukko               | K2                  | 3                   | 2                   |                     |                     |                  |                  |                  |                  |                  |                  |                  |              |              |              |              |              |              |              |             |        |        |        |        |        |
|  | Lukko                 | Lukko          | Lukko                 | Lukko                 | Lukko             | Lukko             | Lukko          | Lukko               | K2                  | 3                   | 2                   | EHC Red Bull Munich | H1                  | 3                | 0                |                  |                  |                  |                  |                  |              |              |              |              |              |              |              |             |        |        |        |        |        |
|  |                       |                |                       |                       |                   |                   |                |                     |                     |                     |                     | EHC Red Bull Munich | H1                  | 3                | 0                |                  |                  |                  |                  |                  |              |              |              |              |              |              |              |             |        |        |        |        |        |
|  | Lukko                 | K2             | 5                     | 3                     |                   |                   |                |                     |                     |                     |                     |                     |                     |                  |                  |                  |                  |                  |                  |                  |              |              |              |              |              |              |              |             |        |        |        |        |        |
|  | Lukko                 | K2             | 5                     | 3                     | Lukko             | Lukko             | K2             | 2                   | 2                   |                     |                     |                     |                     |                  |                  |                  |                  |                  |                  |                  |              |              |              |              |              |              |              |             |        |        |        |        |        |
|  |                       |                |                       |                       |                   | Lukko             | K2             | 2                   | 2                   |                     |                     |                     |                     |                  |                  |                  |                  |                  |                  |                  |              |              |              |              |              |              |              |             |        |        |        |        |        |
|  |                       |                | Djurgården IF Hockey  | Djurgården IF Hockey  | B2                | 1                 | 1              |                     |                     |                     |                     |                     |                     |                  |                  |                  |                  |                  |                  |                  |              |              |              |              |              |              |              |             |        |        |        |        |        |
|  | Växjö Lakers          | O1             | Djurgården IF Hockey  | Djurgården IF Hockey  | B2                | 1                 | 1              | 3                   | 3                   |                     |                     |                     |                     |                  |                  |                  |                  |                  |                  |                  |              |              |              |              |              |              |              |             |        |        |        |        |        |
|  | Växjö Lakers          | O1             |                       |                       |                   |                   |                |                     |                     |                     |                     |                     |                     |                  |                  |                  |                  |                  |                  |                  |              |              |              |              |              |              |              |             |        |        |        |        |        |
|  | Djurgården IF Hockey  | B2             | 4                     | 3                     |                   |                   |                |                     |                     |                     |                     |                     |                     |                  |                  |                  |                  |                  |                  |                  |              |              |              |              |              |              |              |             |        |        |        |        |        |
|  | Djurgården IF Hockey  | B2             | 4                     | 3                     |                   |                   |                |                     |                     |                     |                     |                     |                     |                  |                  |                  |                  |                  |                  |                  | Kärpät Oulu  | Kärpät Oulu  | Kärpät Oulu  | Kärpät Oulu  | Kärpät Oulu  | Kärpät Oulu  | Kärpät Oulu  | Kärpät Oulu |        | 1      |        |        |        |
|  |                       |                |                       |                       |                   |                   |                |                     |                     |                     |                     |                     |                     |                  |                  |                  |                  |                  |                  |                  | Kärpät Oulu  | Kärpät Oulu  | Kärpät Oulu  | Kärpät Oulu  | Kärpät Oulu  | Kärpät Oulu  | Kärpät Oulu  | Kärpät Oulu |        | 1      |        |        |        |
|  | Frölunda HC           | Frölunda HC    | Frölunda HC           | Frölunda HC           | Frölunda HC       | Frölunda HC       | Frölunda HC    | Frölunda HC         |                     | 2                   |                     |                     |                     |                  |                  |                  |                  |                  |                  |                  |              |              |              |              |              |              |              |             |        |        |        |        |        |
|  | Frölunda HC           | Frölunda HC    | Frölunda HC           | Frölunda HC           | Frölunda HC       | Frölunda HC       | Frölunda HC    | Frölunda HC         | HC Davos            | 2                   | E1                  | 1                   | 5                   |                  |                  |                  |                  |                  |                  |                  |              |              |              |              |              |              |              |             |        |        |        |        |        |
|  |                       |                |                       |                       |                   |                   |                |                     |                     |                     |                     |                     |                     |                  |                  |                  |                  |                  |                  |                  |              |              |              |              |              |              |              |             |        |        |        |        |        |
|  | HIFK                  | A2             | 2                     | 2                     |                   |                   |                |                     |                     |                     |                     |                     |                     |                  |                  |                  |                  |                  |                  |                  |              |              |              |              |              |              |              |             |        |        |        |        |        |
|  | HIFK                  | A2             | 2                     | 2                     | HC Davos          | HC Davos          | E1             | 5                   | 4                   |                     |                     |                     |                     |                  |                  |                  |                  |                  |                  |                  |              |              |              |              |              |              |              |             |        |        |        |        |        |
|  |                       |                |                       |                       |                   | HC Davos          | E1             | 5                   | 4                   |                     |                     |                     |                     |                  |                  |                  |                  |                  |                  |                  |              |              |              |              |              |              |              |             |        |        |        |        |        |
|  |                       |                | HC Bílí Tygři Liberec | HC Bílí Tygři Liberec | D2                | 3                 | 3              |                     |                     |                     |                     |                     |                     |                  |                  |                  |                  |                  |                  |                  |              |              |              |              |              |              |              |             |        |        |        |        |        |
|  | Linköpings HC         | A1             | HC Bílí Tygři Liberec | HC Bílí Tygři Liberec | D2                | 3                 | 3              | 1                   | 3                   |                     |                     |                     |                     |                  |                  |                  |                  |                  |                  |                  |              |              |              |              |              |              |              |             |        |        |        |        |        |
|  | Linköpings HC         | A1             |                       |                       |                   |                   |                |                     |                     |                     |                     |                     |                     |                  |                  |                  |                  |                  |                  |                  |              |              |              |              |              |              |              |             |        |        |        |        |        |
|  | HC Bílí Tygři Liberec | D2             | 4                     | 6                     |                   |                   |                |                     |                     |                     |                     |                     |                     |                  |                  |                  |                  |                  |                  |                  |              |              |              |              |              |              |              |             |        |        |        |        |        |
|  | HC Bílí Tygři Liberec | D2             | 4                     | 6                     |                   |                   |                | HC Davos            | HC Davos            | HC Davos            | HC Davos            | HC Davos            | HC Davos            | HC Davos         | HC Davos         | E1               | 1                | 4                |                  |                  |              |              |              |              |              |              |              |             |        |        |        |        |        |
|  |                       |                |                       |                       |                   |                   |                | HC Davos            | HC Davos            | HC Davos            | HC Davos            | HC Davos            | HC Davos            | HC Davos         | HC Davos         | E1               | 1                | 4                |                  |                  |              |              |              |              |              |              |              |             |        |        |        |        |        |
|  | Skellefteå AIK        | Skellefteå AIK | Skellefteå AIK        | Skellefteå AIK        | Skellefteå AIK    | Skellefteå AIK    | Skellefteå AIK | Skellefteå AIK      | D1                  | 1                   | 1                   |                     |                     |                  |                  |                  |                  |                  |                  |                  |              |              |              |              |              |              |              |             |        |        |        |        |        |
|  | Skellefteå AIK        | Skellefteå AIK | Skellefteå AIK        | Skellefteå AIK        | Skellefteå AIK    | Skellefteå AIK    | Skellefteå AIK | Skellefteå AIK      | D1                  | 1                   | 1                   | Skellefteå AIK      | D1                  | 3                | 3                |                  |                  |                  |                  |                  |              |              |              |              |              |              |              |             |        |        |        |        |        |
|  |                       |                |                       |                       |                   |                   |                |                     |                     |                     |                     | Skellefteå AIK      | D1                  | 3                | 3                |                  |                  |                  |                  |                  |              |              |              |              |              |              |              |             |        |        |        |        |        |
|  | HC Košice             | H2             | 4                     | 0                     |                   |                   |                |                     |                     |                     |                     |                     |                     |                  |                  |                  |                  |                  |                  |                  |              |              |              |              |              |              |              |             |        |        |        |        |        |
|  | HC Košice             | H2             | 4                     | 0                     | Skellefteå AIK    | Skellefteå AIK    | D1             | 5                   | 2                   |                     |                     |                     |                     |                  |                  |                  |                  |                  |                  |                  |              |              |              |              |              |              |              |             |        |        |        |        |        |
|  |                       |                |                       |                       |                   | Skellefteå AIK    | D1             | 5                   | 2                   |                     |                     |                     |                     |                  |                  |                  |                  |                  |                  |                  |              |              |              |              |              |              |              |             |        |        |        |        |        |
|  |                       |                | Eisbären Berlin       | Eisbären Berlin       | P2                | 2                 | 1              |                     |                     |                     |                     |                     |                     |                  |                  |                  |                  |                  |                  |                  |              |              |              |              |              |              |              |             |        |        |        |        |        |
|  | Stavanger Oilers      | L1             | Eisbären Berlin       | Eisbären Berlin       | P2                | 2                 | 1              | 0                   | 3                   |                     |                     |                     |                     |                  |                  |                  |                  |                  |                  |                  |              |              |              |              |              |              |              |             |        |        |        |        |        |
|  | Stavanger Oilers      | L1             |                       |                       |                   |                   |                |                     |                     |                     |                     |                     |                     |                  |                  |                  |                  |                  |                  |                  |              |              |              |              |              |              |              |             |        |        |        |        |        |
|  | Eisbären Berlin       | P2             | 3                     | 3                     |                   |                   |                |                     |                     |                     |                     |                     |                     |                  |                  |                  |                  |                  |                  |                  |              |              |              |              |              |              |              |             |        |        |        |        |        |
|  | Eisbären Berlin       | P2             | 3                     | 3                     |                   |                   |                |                     |                     |                     |                     |                     |                     | HC Davos         | HC Davos         | HC Davos         | HC Davos         | HC Davos         | HC Davos         | HC Davos         | HC Davos     | HC Davos     | E1           | 0            | 1            |              |              |             |        |        |        |        |        |
|  |                       |                |                       |                       |                   |                   |                |                     |                     |                     |                     |                     |                     | HC Davos         | HC Davos         | HC Davos         | HC Davos         | HC Davos         | HC Davos         | HC Davos         | HC Davos     | HC Davos     | E1           | 0            | 1            |              |              |             |        |        |        |        |        |
|  | Frölunda HC           | Frölunda HC    | Frölunda HC           | Frölunda HC           | Frölunda HC       | Frölunda HC       | Frölunda HC    | Frölunda HC         | Frölunda HC         | N1                  | 5                   | 1                   |                     |                  |                  |                  |                  |                  |                  |                  |              |              |              |              |              |              |              |             |        |        |        |        |        |
|  | Frölunda HC           | Frölunda HC    | Frölunda HC           | Frölunda HC           | Frölunda HC       | Frölunda HC       | Frölunda HC    | Frölunda HC         | Frölunda HC         | N1                  | 5                   | 1                   | Frölunda HC         | N1               | 2                | 4                |                  |                  |                  |                  |              |              |              |              |              |              |              |             |        |        |        |        |        |
|  |                       |                |                       |                       |                   |                   |                |                     |                     |                     |                     |                     |                     | N1               | 2                | 4                |                  |                  |                  |                  |              |              |              |              |              |              |              |             |        |        |        |        |        |
|  | ERC Ingolstadt        | O2             | 4                     | 1                     |                   |                   |                |                     |                     |                     |                     |                     |                     |                  |                  |                  |                  |                  |                  |                  |              |              |              |              |              |              |              |             |        |        |        |        |        |
|  | ERC Ingolstadt        | O2             | 4                     | 1                     | Frölunda HC       | Frölunda HC       | N1             | 1                   | 6                   |                     |                     |                     |                     |                  |                  |                  |                  |                  |                  |                  |              |              |              |              |              |              |              |             |        |        |        |        |        |
|  |                       |                |                       |                       |                   | Frölunda HC       | N1             | 1                   | 6                   |                     |                     |                     |                     |                  |                  |                  |                  |                  |                  |                  |              |              |              |              |              |              |              |             |        |        |        |        |        |
|  |                       |                | HC Litvínov           | HC Litvínov           | F1                | 2                 | 0              |                     |                     |                     |                     |                     |                     |                  |                  |                  |                  |                  |                  |                  |              |              |              |              |              |              |              |             |        |        |        |        |        |
|  | HC Litvínov           | F1             | HC Litvínov           | HC Litvínov           | F1                | 2                 | 0              | 4                   | 2                   |                     |                     |                     |                     |                  |                  |                  |                  |                  |                  |                  |              |              |              |              |              |              |              |             |        |        |        |        |        |
|  | HC Litvínov           | F1             |                       |                       |                   |                   |                |                     |                     |                     |                     |                     |                     |                  |                  |                  |                  |                  |                  |                  |              |              |              |              |              |              |              |             |        |        |        |        |        |
|  | Vienna Capitals       | J2             | 3                     | 2                     |                   |                   |                |                     |                     |                     |                     |                     |                     |                  |                  |                  |                  |                  |                  |                  |              |              |              |              |              |              |              |             |        |        |        |        |        |
|  | Vienna Capitals       | J2             | 3                     | 2                     |                   |                   |                | Frölunda HC         | Frölunda HC         | Frölunda HC         | Frölunda HC         | Frölunda HC         | Frölunda HC         | Frölunda HC      | Frölunda HC      | N1               | 2                | 6                |                  |                  |              |              |              |              |              |              |              |             |        |        |        |        |        |
|  |                       |                |                       |                       |                   |                   |                | Frölunda HC         | Frölunda HC         | Frölunda HC         | Frölunda HC         | Frölunda HC         | Frölunda HC         | Frölunda HC      | Frölunda HC      | N1               | 2                | 6                |                  |                  |              |              |              |              |              |              |              |             |        |        |        |        |        |
|  | Luleå HF              | Luleå HF       | Luleå HF              | Luleå HF              | Luleå HF          | Luleå HF          | Luleå HF       | Luleå HF            | K1                  | 3                   | 4                   |                     |                     |                  |                  |                  |                  |                  |                  |                  |              |              |              |              |              |              |              |             |        |        |        |        |        |
|  | Luleå HF              | Luleå HF       | Luleå HF              | Luleå HF              | Luleå HF          | Luleå HF          | Luleå HF       | Luleå HF            | K1                  | 3                   | 4                   | Luleå HF            | K1                  | 3                | 1                |                  |                  |                  |                  |                  |              |              |              |              |              |              |              |             |        |        |        |        |        |
|  |                       |                |                       |                       |                   |                   |                |                     |                     |                     |                     | Luleå HF            | K1                  | 3                | 1                |                  |                  |                  |                  |                  |              |              |              |              |              |              |              |             |        |        |        |        |        |
|  | Färjestad BK          | E2             | 0                     | 3                     |                   |                   |                |                     |                     |                     |                     |                     |                     |                  |                  |                  |                  |                  |                  |                  |              |              |              |              |              |              |              |             |        |        |        |        |        |
|  | Färjestad BK          | E2             | 0                     | 3                     | Luleå HF          | Luleå HF          | K1             | 1                   | 5                   |                     |                     |                     |                     |                  |                  |                  |                  |                  |                  |                  |              |              |              |              |              |              |              |             |        |        |        |        |        |
|  |                       |                |                       |                       |                   | Luleå HF          | K1             | 1                   | 5                   |                     |                     |                     |                     |                  |                  |                  |                  |                  |                  |                  |              |              |              |              |              |              |              |             |        |        |        |        |        |
|  |                       |                | Tappara               | Tappara               | B1                | 2                 | 0              |                     |                     |                     |                     |                     |                     |                  |                  |                  |                  |                  |                  |                  |              |              |              |              |              |              |              |             |        |        |        |        |        |
|  | Tappara               | B1             | Tappara               | Tappara               | B1                | 2                 | 0              | 2                   | 2                   |                     |                     |                     |                     |                  |                  |                  |                  |                  |                  |                  |              |              |              |              |              |              |              |             |        |        |        |        |        |
|  | Tappara               | B1             |                       |                       |                   |                   |                | 2                   | 2                   |                     |                     |                     |                     |                  |                  |                  |                  |                  |                  |                  |              |              |              |              |              |              |              |             |        |        |        |        |        |
|  | HC Vítkovice Steel    | I2             | 0                     | 1                     |                   |                   |                |                     |                     |                     |                     |                     |                     |                  |                  |                  |                  |                  |                  |                  |              |              |              |              |              |              |              |             |        |        |        |        |        |
|  | HC Vítkovice Steel    | I2             | 0                     | 1                     |                   |                   |                |                     |                     |                     |                     |                     |                     |                  |                  |                  |                  |                  |                  |                  |              |              |              |              |              |              |              |             |        |        |        |        |        |

### Seizièmes de finale
Les seizièmes de finale ont lieu le 22 septembre pour le match aller (sauf Ingolstadt/Frölunda qui a lieu le 29 septembre) et le 6 octobre pour le match retour.
| 22 septembre 2015 | HC Oceláři Třinec | 2-2 (1-1, 1-1, 0-0) | HV 71 Jönköping | Werk Arena, Třinec 2 112 spectateurs |

| Feuille de match | Feuille de match                                | Feuille de match | Feuille de match                                                                 | Feuille de match |
| ---------------- | ----------------------------------------------- | ---------------- | -------------------------------------------------------------------------------- | ---------------- |
|                  | Matuš — 8 min 16 s - Hrňa (Kreps) — 37 min 16 s | 1-0 1-1 1-2 2-2  | - Laine (Hansson) — 14 min 24 s (SN) Sundh (Sandberg, Andersson) — 31 min 56 s - |                  |
| Peter Hamerlík   | Gardiens                                        | Erik Ersberg     |                                                                                  |                  |
| 58 min           | Pénalités                                       | 35 min           |                                                                                  |                  |
| 21               | Tirs                                            | 26               |                                                                                  |                  |

| 6 octobre 2015 | HV 71 Jönköping | 3-1 (0-0, 1-1, 2-0) | HC Oceláři Třinec | Kinnarps Arena, Jönköping 1 114 spectateurs |

| Feuille de match | Feuille de match | Feuille de match            | Feuille de match                 | Feuille de match |
| ---------------- | --- | --------------------------- | -------------------------------- | ---------------- |
|                  | - Eidstedt (Sandberg) — 30 min 1 s Abbott (Almqvist, Hansson) — 51 min 15 s (SN) Bengtsson (Laine) — 59 min 28 s (CV) | 0-1 1-1 2-1 3-1             | Klepiš (Linhart) — 26 min 54 s - |                  |
| Erik Ersberg     | Gardiens | Šimon Hrubec Peter Hamerlík |                                  |                  |
| 4 min            | Pénalités | 6 min                       |                                  |                  |
| 30               | Tirs | 25                          |                                  |                  |

| 22 septembre 2015 | Espoo Blues | 4-1 (1-1, 3-0, 0-0) | Adler Mannheim | Barona Areena, Espoo 1 183 spectateurs |

| Feuille de match    | Feuille de match | Feuille de match    | Feuille de match                            | Feuille de match |
| ------------------- | --- | ------------------- | ------------------------------------------- | ---------------- |
|                     | Kantola (Rantakari, Hirschovits) — 9 min 2 s (SN) - Hirschovits (Poukkula) — 20 min 30 s Makkonen — 29 min 37 s (SN) Poukkula (Korhonen, Hirschovits) — 39 min 8 s | 1-0 1-1 2-1 3-1 4-1 | - Yip (Hecht, Bittner) — 10 min 34 s (SN) - |                  |
| Christian Engstrand | Gardiens | Dennis Endras       |                                             |                  |
| 14 min              | Pénalités | 24 min              |                                             |                  |
| 19                  | Tirs | 33                  |                                             |                  |

| 6 octobre 2015 | Adler Mannheim | 3-2 (1-0, 1-1, 1-1) | Espoo Blues | SAP Arena, Mannheim 5 571 spectateurs |

| Feuille de match | Feuille de match | Feuille de match    | Feuille de match                                                          | Feuille de match |
| ---------------- | --- | ------------------- | ------------------------------------------------------------------------- | ---------------- |
|                  | MacMurchy (Yip, Hecht) — 15 min 46 s (SN) - Yip (Hecht) — 39 min 54 s (SN) MacMurphy (Carle, Metropolit) — 59 min 24 s (IN) - | 1-0 1-1 2-1 3-1 3-2 | - Makkonen (Talaja, Rantakari) — 21 min 5 s - Korhonen — 59 min 59 s (CV) |                  |
| Dennis Endras    | Gardiens | Kaapo Kahkonen      |                                                                           |                  |
| 18 min           | Pénalités | 16 min              |                                                                           |                  |
| 38               | Tirs | 22                  |                                                                           |                  |

| 22 septembre 2015 | HC Sparta Prague | 3-2 (1-0, 2-1, 0-1) | ZSC Lions | O2 Arena, Prague 2 893 spectateurs |

| Feuille de match | Feuille de match | Feuille de match    | Feuille de match                                                                        | Feuille de match |
| ---------------- | --- | ------------------- | --------------------------------------------------------------------------------------- | ---------------- |
|                  | Buchtele (Réway, Přibyl) — 9 min 7 s Buchtele (Réway, Glenn) — 24 min 41 s Glenn (Sabolič, Pech) — 26 min 5 s (SN) - | 1-0 2-0 3-0 3-1 3-2 | - Herzog (Baltisberger, Matthews) — 30 min 43 s Foucalt (Keller, Shannon) — 44 min 14 s |                  |
| Tomáš Pöpperle   | Gardiens | Lukas Flüeler       |                                                                                         |                  |
| 2 min            | Pénalités | 8 min               |                                                                                         |                  |
| 29               | Tirs | 32                  |                                                                                         |                  |

| 6 octobre 2015 | ZSC Lions | 0-3 (0-1, 0-1, 0-1) | HC Sparta Prague | Hallenstadion, Zurich 4 563 spectateurs |

| Feuille de match                                 | Feuille de match | Feuille de match | Feuille de match                                                                                    | Feuille de match |
| ------------------------------------------------ | ---------------- | ---------------- | --------------------------------------------------------------------------------------------------- | ---------------- |
|                                                  | -                | 0-1 0-2 0-3      | Netík (Přibyl) — 11 min 25 s Kumstát (Sabolič, Barinka) — 36 min 7 s Buchtele (Netík) — 48 min 43 s |                  |
| Urban Leimbacher (48:43) Niklas Schlegel (11:17) | Gardiens         | Tomáš Pöpperle   | |                  |
| 6 min                                            | Pénalités        | 12 min           | |                  |
| 30                                               | Tirs             | 26               | |                  |

| 22 septembre 2015 | Düsseldorfer EG | 0-2 (0-1, 0-1, 0-0) | Kärpät Oulu | ISS Dome, Düsseldorf 5 431 spectateurs |

| Feuille de match | Feuille de match | Feuille de match | Feuille de match                                                                | Feuille de match |
| ---------------- | ---------------- | ---------------- | ------------------------------------------------------------------------------- | ---------------- |
|                  | -                | 0-1 0-2          | Aho (Aaltonen, Niemelä) — 14 min 54 s Pirnes (Huml, Pyörälä) — 20 min 51 s (SN) |                  |
| Bobby Goepfert   | Gardiens         | Sami Aittokallio |                                                                                 |                  |
| 12 min           | Pénalités        | 16 min           |                                                                                 |                  |
| 23               | Tirs             | 23               |                                                                                 |                  |

| 6 octobre 2015 | Kärpät Oulu | 3-0 (3-0, 0-0, 0-0) | Düsseldorfer EG | Oulun Energia Areena, Oulu 3 471 spectateurs |

| Feuille de match | Feuille de match                                                                               | Feuille de match     | Feuille de match | Feuille de match |
| ---------------- | ---------------------------------------------------------------------------------------------- | -------------------- | ---------------- | ---------------- |
|                  | Aho — 1 min 36 s Mäenalanen (Keränen, Masuhr) — 5 min 2 s Nutivaara (Niemi) — 14 min 32 s (SN) | 1-0 2-0 3-0          | -                |                  |
| Sami Aittokallio | Gardiens                                                                                       | Mathias Niederberger |                  |                  |
| 10 min           | Pénalités                                                                                      | 27 min               |                  |                  |
| 36               | Tirs                                                                                           | 22                   |                  |                  |

| 22 septembre 2015 | EC Red Bull Salzbourg | 1-3 (0-0, 0-2, 1-1) | Storhamar Dragons | Eisarena Salzbourg, Salzbourg 1 206 spectateurs |

| Feuille de match | Feuille de match                   | Feuille de match | Feuille de match                                                                                                  | Feuille de match |
| ---------------- | ---------------------------------- | ---------------- | --- | ---------------- |
|                  | - Beach (Connelly) — 48 min 30 s - | 0-1 0-2 1-2 1-3  | Berglund (Gustafsson) — 28 min 44 s (IN) Larrivée (Hotham, Jensen) — 38 min 42 s (SN) - Reichenberg — 56 min 47 s |                  |
| Fabian Weinhandl | Gardiens                           | Oskar Östlund    | |                  |
| 4 min            | Pénalités                          | 12 min           | |                  |
| 37               | Tirs                               | 23               | |                  |

| 6 octobre 2015 | Storhamar Dragons | 3-2 (1-0, 0-0, 2-2) | EC Red Bull Salzbourg | Hamar OL-Amfi, Hamar 4 281 spectateurs |

| Feuille de match | Feuille de match | Feuille de match    | Feuille de match                                                        | Feuille de match |
| ---------------- | --- | ------------------- | ----------------------------------------------------------------------- | ---------------- |
|                  | Andersson (Berglund) — 10 min 39 s (SN) - Berglund (Bull, Andersson) — 48 min 48 s (SN) - Andersson (Berglund) — 58 min 50 s (CV) | 1-0 1-1 2-1 2-2 3-2 | - Fahey (Komarek) — 45 min 1 s - Sterling (Hugues) — 56 min 36 s (SN) - |                  |
| Oskar Östlund    | Gardiens | Luka Gračnar        |                                                                         |                  |
| 16 min           | Pénalités | 24 min              |                                                                         |                  |
| 27               | Tirs | 29                  |                                                                         |                  |

| 22 septembre 2015 | JYP Jyväskylä | 2-2 (0-0, 2-0, 0-2) | TPS | Synergia-areena, Jyväskylä 2 045 spectateurs |

| Feuille de match | Feuille de match                                                                   | Feuille de match | Feuille de match                                                                       | Feuille de match |
| ---------------- | ---------------------------------------------------------------------------------- | ---------------- | -------------------------------------------------------------------------------------- | ---------------- |
|                  | Salmio (Kalteva, Boyce) — 31 min 13 s Hubáček (Tuppurainen, Pulli) — 33 min 29 s - | 1-0 2-0 2-1 2-2  | - Nummelin (Tikkanen, Spina) — 46 min 16 s (SN) Eronen (Tukonen, Perrin) — 46 min 53 s |                  |
| Tuomas Tarkki    | Gardiens                                                                           | Teemu Lassila    |                                                                                        |                  |
| 6 min            | Pénalités                                                                          | 6 min            |                                                                                        |                  |
| 24               | Tirs                                                                               | 28               |                                                                                        |                  |

| 6 octobre 2015 | TPS | 4-1 (0-1, 2-0, 2-0) | JYP Jyväskylä | HK-areena, Turku 3 392 spectateurs |

| Feuille de match | Feuille de match | Feuille de match    | Feuille de match                            | Feuille de match |
| ---------------- | --- | ------------------- | ------------------------------------------- | ---------------- |
|                  | - Spina (Perrin) — 24 min 12 s Spina (Kallio, Perrin) — 31 min 36 s (SN) Spina — 49 min 46 s Virta (Tikkanen, Mojžíš) — 53 min 4 s | 0-1 1-1 2-1 3-1 4-1 | Pihlman (Tavi, Löfman) — 12 min 22 s (SN) - |                  |
| Teemu Lassila    | Gardiens | Tuomas Tarkki       |                                             |                  |
| 4 min            | Pénalités | 6 min               |                                             |                  |
| 25               | Tirs | 28                  |                                             |                  |

| 22 septembre 2015 | Lukko | 5-3 (1-0, 3-1, 1-2) | EHC Red Bull Munich | Kivikylän Areena, Rauma 1 716 spectateurs |

| Feuille de match | Feuille de match | Feuille de match                | Feuille de match | Feuille de match |
| ---------------- | --- | ------------------------------- | --- | ---------------- |
|                  | Riska (Koivisto) — 19 min 59 s (IN) - Lahti (Lähteenmäki, Niskala) — 29 min 37 s (SN) Niskala (Koivisto, Lahti) — 32 min 3 s (SN) Koivito (Niskala, Lahti) — 35 min 4 s Lähteenmäki (Ahonen, Lahti) — 47 min 50 s - | 1-0 1-1 2-1 3-1 4-1 5-1 5-2 5-3 | - Wolf (Regehr, Boyle) — 20 min 49 s (SN) - Sparre (Pinizzotto, Aucoin) — 58 min 23 s Kettemer (Kahun) — 59 min 14 s |                  |
| Rasmus Rinne     | Gardiens | Danny aus den Birken            | |                  |
| 12 min           | Pénalités | 10 min                          | |                  |
| 18               | Tirs | 22                              | |                  |

| 6 octobre 2015 | EHC Red Bull Munich | 0-3 (0-1, 0-0, 0-2) | Lukko | Olympia Eishalle, Munich 1 970 spectateurs |

| Feuille de match     | Feuille de match | Feuille de match | Feuille de match                                                                                      | Feuille de match |
| -------------------- | ---------------- | ---------------- | --- | ---------------- |
|                      | -                | 0-1 0-2 0-3      | Zajac (Vahalahti, Koivisto) — 15 min 30 s (SN) Koivistoinen — 42 min 48 s Koivisto — 57 min 22 s (CV) |                  |
| Danny aus den Birken | Gardiens         | Ryan Zapolski    | |                  |
| 10 min               | Pénalités        | 10 min           | |                  |
| 39                   | Tirs             | 30               | |                  |

| 22 septembre 2015 | Djurgården IF Hockey | 4-3 (2-1, 1-0, 1-2) | Växjö Lakers | Hovet, Stockholm 566 spectateurs |

| Feuille de match | Feuille de match | Feuille de match            | Feuille de match                                                                                          | Feuille de match |
| ---------------- | --- | --------------------------- | --- | ---------------- |
|                  | Sörensen (Hultström) — 5 min 59 s (SN) Ljungh (Alvarez) — 14 min 3 s - Brodin (Alvarez, Ljungh) — 34 min 59 s (SN) - Forsberg (Brodin, Anderson) — 45 min 1 s - | 1-0 2-0 2-1 3-1 3-2 4-2 4-3 | - Hennessy (Kiiskinen) — 14 min 15 s - Josefsson (Reddox) — 44 min 42 s - Hillding (Reddox) — 47 min 20 s |                  |
| Mantas Armalis   | Gardiens | Stefan Steen                | |                  |
| 14 min           | Pénalités | 6 min                       | |                  |
| 26               | Tirs | 40                          | |                  |

| 6 octobre 2015 | Växjö Lakers | 3-3 (0-1, 2-0, 1-2) | Djurgården IF Hockey | Vida Arena, Växjö 1 680 spectateurs |

| Feuille de match | Feuille de match | Feuille de match        | Feuille de match | Feuille de match |
| ---------------- | --- | ----------------------- | --- | ---------------- |
|                  | - Heikkinen (Murphy, R. Rosén) — 31 min 34 s (SN) Heikkinen (R. Rosén) — 39 min 59 s (SN) - C. Rosén (Fröberg, Kiiskinen) — 51 min 55 s | 0-1 1-1 2-1 2-2 2-3 3-3 | Brodin (Sallinen, Press) — 10 min 11 s (SN) - Eriksson (Hage) — 42 min 21 s Anderson (Englund, Hultström) — 43 min 52 s - |                  |
| Stefan Steen     | Gardiens | Mikael Tellqvist        | |                  |
| 4 min            | Pénalités | 6 min                   | |                  |
| 47               | Tirs | 22                      | |                  |

| 22 septembre 2015 | HC Bílí Tygři Liberec | 4-1 (4-1, 0-0, 0-0) | Linköpings HC | Tipsport arena, Liberec 1 993 spectateurs |

| Feuille de match | Feuille de match | Feuille de match                            | Feuille de match                            | Feuille de match |
| ---------------- | --- | ------------------------------------------- | ------------------------------------------- | ---------------- |
|                  | Bulíř (Derner, Vitásek) — 3 min 14 s Bulíř (Šimek) — 6 min 37 s (SN) - Bulíř — 14 min 51 s Řepík (Jonák) — 16 min 40 s | 1-0 2-0 2-1 3-1 4-1                         | - Junland (Little, Persson) — 14 min 40 s - |                  |
| Marek Schwarz    | Gardiens | Marcus Högberg (20:00) David Rautio (40:00) |                                             |                  |
| 26 min           | Pénalités | 14 min                                      |                                             |                  |
| 20               | Tirs | 25                                          |                                             |                  |

| 6 octobre 2015 | Linköpings HC | 3-6 (0-4, 2-1, 1-1) | HC Bílí Tygři Liberec | Saab Arena, Linköping 1 565 spectateurs |

| Feuille de match                            | Feuille de match | Feuille de match                    | Feuille de match | Feuille de match |
| ------------------------------------------- | --- | ----------------------------------- | --- | ---------------- |
|                                             | - Little (Junland, Persson) — 20 min 54 s (SN) - Forsling (Fogström, Sørensen) — 39 min 28 s Little — 44 min 50 s (SN) - | 0-1 0-2 0-3 0-4 1-4 1-5 2-5 3-5 3-6 | Birner (Vampola, Řepík) — 26 s Řepík (Derner, Vampola) — 2 min 50 s Bulíř — 3 min 20 s Jelinek (Stránský, Krenželok) — 8 min 59 s - Radivojevič (Bakoš, Bulíř) — 23 min 44 s - Řepík (Ulrych, Šimek) — 56 min 33 s |                  |
| David Rautio (08:59) Marcus Högberg (51:01) | Gardiens | Marek Schwarz                       | |                  |
| 8 min                                       | Pénalités | 33 min                              | |                  |
| 35                                          | Tirs | 26                                  | |                  |

| 22 septembre 2015 | HIFK | 2-1 (1-0, 0-0, 1-1) | HC Davos | Helsingin Jäähalli, Helsinki 3 649 spectateurs |

| Feuille de match | Feuille de match                                                                        | Feuille de match | Feuille de match                       | Feuille de match |
| ---------------- | --------------------------------------------------------------------------------------- | ---------------- | -------------------------------------- | ---------------- |
|                  | Rask (Luttinen, Taimi) — 9 min 24 s (SN) - Rask (Ramstedt, Luttinen) — 46 min 44 s (SN) | 1-0 1-1 2-1      | - M. Wieser (Axelsson) — 44 min 16 s - |                  |
| Ville Husso      | Gardiens                                                                                | Leonardo Genoni  |                                        |                  |
| 8 min            | Pénalités                                                                               | 8 min            |                                        |                  |
| 22               | Tirs                                                                                    | 39               |                                        |                  |

| 6 octobre 2015 | HC Davos | 5-2 (1-1, 1-1, 3-0) | HIFK | Vaillant Arena, Davos 4 145 spectateurs |

| Feuille de match | Feuille de match | Feuille de match            | Feuille de match                                                             | Feuille de match |
| ---------------- | --- | --------------------------- | ---------------------------------------------------------------------------- | ---------------- |
|                  | - Lindgren — 14 min 35 s Forster — 21 min 53 s - Lindgren — 41 min 13 s Simion — 58 min 50 s (SN) Sciaroni (D. Wieser, Walser) — 59 min 19 s (CV) | 0-1 1-1 2-1 2-2 3-2 4-2 5-2 | Ikonen (Rask, Ramstedt) — 13 min 52 s (SN) - Elkins (Auvitu) — 31 min 50 s - |                  |
| Leonardo Genoni  | Gardiens | Ville Husso                 |                                                                              |                  |
| 10 min           | Pénalités | 12 min                      |                                                                              |                  |
| 39               | Tirs | 25                          |                                                                              |                  |

| 22 septembre 2015 | Eisbären Berlin | 3-0 (0-0, 1-0, 2-0) | Stavanger Oilers | Mercedes-Benz Arena, Berlin 4 069 spectateurs |

| Feuille de match | Feuille de match                                                                                          | Feuille de match | Feuille de match | Feuille de match |
| ---------------- | --- | ---------------- | ---------------- | ---------------- |
|                  | Talbot (Mulock, Hördler) — 37 min 9 s (SN) Ziegler (Kuji) — 42 min 44 s DuPont (Olver) — 53 min 19 s (SN) | 1-0 2-0 3-0      | -                |                  |
| Petri Vehanen    | Gardiens                                                                                                  | Henrik Holm      |                  |                  |
| 24 min           | Pénalités                                                                                                 | 12 min           |                  |                  |
| 29               | Tirs | 27               |                  |                  |

| 6 octobre 2015 | Stavanger Oilers | 3-3 (1-1, 2-2, 0-0) | Eisbären Berlin | DNB Arena, Stavanger 3 678 spectateurs |

| Feuille de match | Feuille de match | Feuille de match        | Feuille de match                                                                             | Feuille de match |
| ---------------- | --- | ----------------------- | -------------------------------------------------------------------------------------------- | ---------------- |
|                  | - Røste Fossen (Solberg) — 8 min 35 s - Dahl Andersen (Soares) — 28 min 54 s (SN) Kissel (Sveum, Bruneteau) — 31 min 21 s - | 0-1 1-1 1-2 2-2 3-2 3-3 | Noebels (DuPont) — 3 min 25 s (SN) - L. Braun (Ziegler) — 22 min 55 s - Mulock — 39 min 59 s |                  |
| Henrik Holm      | Gardiens | Kevin Nastiuk           |                                                                                              |                  |
| 8 min            | Pénalités | 12 min                  |                                                                                              |                  |
| 44               | Tirs | 34                      |                                                                                              |                  |

| 22 septembre 2015 | HC Košice | 4-3 (0-1, 1-1, 3-1) | Skellefteå AIK | Steel Aréna, Košice 5 038 spectateurs |

| Feuille de match   | Feuille de match | Feuille de match            | Feuille de match | Feuille de match |
| ------------------ | --- | --------------------------- | --- | ---------------- |
|                    | - Bartánus (Suja) — 23 min 56 s (SN) Bartánus (Bicek, Sedivy) — 50 min 35 s - Lelkes — 56 min 14 s Lapšanský (Jenčík, Bartoš) — 57 min 13 s | 0-1 0-2 1-2 2-2 2-3 3-3 4-3 | Pesonen (P. Lindholm) — 10 min 42 s Zackrisson (Holmström) — 22 min 24 s (SN) - Urbom (A. Pettersson) — 54 min 10 s - |                  |
| Marcel Melicherčík | Gardiens | Erik Hanses                 | |                  |
| 8 min              | Pénalités | 10 min                      | |                  |
| 18                 | Tirs | 34                          | |                  |

| 6 octobre 2015 | Skellefteå AIK | 3-0 (0-0, 1-0, 2-0) | HC Košice | Skellefteå Kraft Arena, Skellefteå 2 209 spectateurs |

| Feuille de match | Feuille de match | Feuille de match   | Feuille de match | Feuille de match |
| ---------------- | --- | ------------------ | ---------------- | ---------------- |
|                  | Pesonen (M. Pettersson, Ericsson) — 36 min 42 s Broadhurst (P. Lindholm, Aho) — 51 min 42 s (SN) P. Lindholm (Heed) — 59 min 56 s (SN + CV) | 1-0 2-0 3-0        | -                |                  |
| Markus Svensson  | Gardiens | Marcel Melicherčík |                  |                  |
| 4 min            | Pénalités | 14 min             |                  |                  |
| 45               | Tirs | 9                  |                  |                  |

| 29 septembre 2015 | ERC Ingolstadt | 4-2 (1-2, 2-0, 1-0) | Frölunda HC | Saturn Arena, Ingolstadt 2 046 spectateurs |

| Feuille de match | Feuille de match | Feuille de match        | Feuille de match                                                                | Feuille de match |
| ---------------- | --- | ----------------------- | ------------------------------------------------------------------------------- | ---------------- |
|                  | - A. Barta (Kronthaler) — 11 min 35 s Irmen (Kubalík, A. Barta) — 31 min 14 s (SN) Ross (Irmen, Elsner) — 37 min 59 s Tatíček (Laliberte, Lebler) — 48 min 37 s | 0-1 0-2 1-2 2-2 3-2 4-2 | Lundqvist (Abbott, Lasch) — 1 min 15 s (SN) Lehkonen (Bengtsson) — 5 min 35 s - |                  |
| Timo Pielmeier   | Gardiens | Johan Gustafsson        |                                                                                 |                  |
| 8 min            | Pénalités | 6 min                   |                                                                                 |                  |
| 26               | Tirs | 51                      |                                                                                 |                  |

| 6 octobre 2015 | Frölunda HC | 4-1 (pr) (1-0, 0-1, 2-0, 1-0) | ERC Ingolstadt | Frölundaborg, Göteborg 1 706 spectateurs |

| Feuille de match | Feuille de match | Feuille de match    | Feuille de match                              | Feuille de match |
| ---------------- | --- | ------------------- | --------------------------------------------- | ---------------- |
|                  | Widerström (Fantenberg, Rosseli-Olsen) — 19 min 34 s - Fälth (Lehkonen, Carlsson) — 41 min 23 s Bengtsson (Johnson, Lundqvist) — 59 min 49 s Lasch (Bengtsson, Sundström) — 66 min 26 s | 1-0 1-1 2-1 3-1 4-1 | - A. Barta (Kohl, Irmen) — 33 min 46 s (SN) - |                  |
| Lars Johansson   | Gardiens | Timo Pielmeier      |                                               |                  |
| 6 min            | Pénalités | 6 min               |                                               |                  |
| 39               | Tirs | 20                  |                                               |                  |

| 22 septembre 2015 | Vienna Capitals | 3-4 (1-4, 1-0, 1-0) | HC Litvínov | Albert Schultz Eishalle, Vienne 2 400 spectateurs |

| Feuille de match                           | Feuille de match | Feuille de match            | Feuille de match | Feuille de match |
| ------------------------------------------ | --- | --------------------------- | --- | ---------------- |
|                                            | - Großlercher (Schiechl, Hartl) — 5 min 12 s - Rotter (Milam, Iberer) — 39 min 4 s (SN) McLean (Whitmore, Milam) — 41 min 56 s | 0-1 1-1 1-2 1-3 1-4 2-4 3-4 | Hanzl (Martynek, Trávníček) — 1 min 7 s - Lukeš (Hübl) — 9 min 16 s Jánský (Hübl, Lukeš) — 18 min 1 s (SN) Chaloupka (Hořava) — 18 min 16 s - |                  |
| David Kickert (09:16) Phillip Zopf (50:44) | Gardiens | Michael Petrásek            | |                  |
| 10 min                                     | Pénalités | 14 min                      | |                  |
| 48                                         | Tirs | 24                          | |                  |

| 6 octobre 2015 | HC Litvínov | 2-2 (pr) (0-0, 0-0, 1-2, 1-0) | Vienna Capitals | Zimní stadión Ivana Hlinky, Litvínov 2 084 spectateurs |

| Feuille de match | Feuille de match                                                  | Feuille de match | Feuille de match                                                                        | Feuille de match |
| ---------------- | ----------------------------------------------------------------- | ---------------- | --------------------------------------------------------------------------------------- | ---------------- |
|                  | - Jánský (Pavlík) — 46 min 42 s (SN) - Lukeš (Hübl) — 64 min 45 s | 0-1 1-1 1-2 2-2  | Rotter (Sharp) — 45 min 30 s (SN) - Whitmore (Dzieduszycki, Milam) — 50 min 46 s (IN) - |                  |
| Lukáš Horák      | Gardiens                                                          | David Kickert    |                                                                                         |                  |
| 8 min            | Pénalités                                                         | 16 min           |                                                                                         |                  |
| 32               | Tirs                                                              | 27               |                                                                                         |                  |

| 22 septembre 2015 | HC Vítkovice Steel | 0-2 (0-0, 0-2, 0-0) | Tappara | ČEZ Aréna, Ostrava 4 057 spectateurs |

| Feuille de match | Feuille de match | Feuille de match | Feuille de match                                                     | Feuille de match |
| ---------------- | ---------------- | ---------------- | -------------------------------------------------------------------- | ---------------- |
|                  | -                | 0-1 0-2          | Aalto (Savinainen, Kuusela) — 24 min 17 s Peltola — 25 min 49 s (TP) |                  |
| Daniel Dolejš    | Gardiens         | Mika Noronen     |                                                                      |                  |
| 6 min            | Pénalités        | 14 min           |                                                                      |                  |
| 32               | Tirs             | 18               |                                                                      |                  |

| 6 octobre 2015 | Tappara | 2-1 (1-0, 1-1, 0-0) | HC Vítkovice Steel | Hakametsä, Tampere 2 097 spectateurs |

| Feuille de match | Feuille de match                                                                     | Feuille de match | Feuille de match                  | Feuille de match |
| ---------------- | ------------------------------------------------------------------------------------ | ---------------- | --------------------------------- | ---------------- |
|                  | Peltola (Saravo, Dixon) — 19 min 52 s - Järvinen (Kuusela, Aalto) — 36 min 55 s (SN) | 1-0 1-1 2-1      | - Olesz (Strapáč) — 27 min 58 s - |                  |
| Mika Noronen     | Gardiens                                                                             | Daniel Dolejš    |                                   |                  |
| 8 min            | Pénalités                                                                            | 16 min           |                                   |                  |
| 21               | Tirs                                                                                 | 27               |                                   |                  |

| 22 septembre 2015 | Färjestad BK | 0-3 (0-0, 0-2, 0-1) | Luleå HF | Löfbergs Lila Arena, Karlstad 1 594 spectateurs |

| Feuille de match | Feuille de match | Feuille de match | Feuille de match                                                                                 | Feuille de match |
| ---------------- | ---------------- | ---------------- | ------------------------------------------------------------------------------------------------ | ---------------- |
|                  | -                | 0-1 0-2 0-3      | Mikkelson — 21 min 19 s Rajala (Melart, Ekarv) — 37 min 57 s Harju (Ekarv, Rajala) — 47 min 52 s |                  |
| Justin Pogge     | Gardiens         | Daniel Larsson   |                                                                                                  |                  |
| 8 min            | Pénalités        | 6 min            |                                                                                                  |                  |
| 29               | Tirs             | 33               |                                                                                                  |                  |

| 6 octobre 2015 | Luleå HF | 1-3 (0-1, 0-2, 1-0) | Färjestad BK | Coop Norrbotten Arena, Luleå 3 663 spectateurs |

| Feuille de match | Feuille de match                              | Feuille de match | Feuille de match | Feuille de match |
| ---------------- | --------------------------------------------- | ---------------- | --- | ---------------- |
|                  | - Mikkelson (Micflikier, Harju) — 48 min 58 s | 0-1 0-2 0-3 1-3  | Ryno (Johansson, Nygren) — 9 min 23 s (SN) Erixon (Asplund, Ryno) — 24 min 12 s Ryno (Johansson, Haugen) — 32 min 20 s - |                  |
| Joel Lassinantti | Gardiens                                      | Lars Haugen      | |                  |
| 12 min           | Pénalités                                     | 24 min           | |                  |
| 29               | Tirs                                          | 22               | |                  |

### Huitièmes de finale
Les huitièmes de finale ont lieu le 3 novembre pour le match aller et le 10 novembre pour le match retour.
| 3 novembre 2015 | Espoo Blues | 3-1 (2-0, 1-1, 0-0) | HV 71 Jönköping | Barona Areena, Espoo 3 045 spectateurs |

| Feuille de match    | Feuille de match | Feuille de match           | Feuille de match                           | Feuille de match |
| ------------------- | --- | -------------------------- | ------------------------------------------ | ---------------- |
|                     | Sailio — 8 min 57 s (IN) Somervuori (Makkonen, Korhonen) — 12 min 45 s (SN) - Hirschovits (Somervuori, Rantakari) — 39 min | 1-0 2-0 2-1 3-1            | - Önerud (Laine, Almqvist) — 20 min 57 s - |                  |
| Christian Engstrand | Gardiens | Fredrik Pettersson Wentzel |                                            |                  |
| 10 min              | Pénalités | 10 min                     |                                            |                  |
| 22                  | Tirs | 25                         |                                            |                  |

| 10 novembre 2015 | HV 71 Jönköping | 1-1 (0-0, 1-1, 0-0) | Espoo Blues | Kinnarps Arena, Jönköping 1 653 spectateurs |

| Feuille de match           | Feuille de match                                   | Feuille de match    | Feuille de match                                      | Feuille de match |
| -------------------------- | -------------------------------------------------- | ------------------- | ----------------------------------------------------- | ---------------- |
|                            | Christensen (Hansson, Brithén) — 28 min 6 s (SN) - | 1-0 1-1             | - Makkonen (Korhonen, Hirschovits) — 29 min 52 s (SN) |                  |
| Fredrik Pettersson Wentzel | Gardiens                                           | Christian Engstrand |                                                       |                  |
| 10 min                     | Pénalités                                          | 10 min              |                                                       |                  |
| 32                         | Tirs                                               | 24                  |                                                       |                  |

| 3 novembre 2015 | HC Sparta Prague | 4-2 (0-1, 2-0, 2-1) | Kärpät Oulu | O2 Arena, Prague 4 593 spectateurs |

| Feuille de match | Feuille de match | Feuille de match        | Feuille de match                                                                  | Feuille de match |
| ---------------- | --- | ----------------------- | --------------------------------------------------------------------------------- | ---------------- |
|                  | - Přibyl (Hrbas) — 32 min 39 s Čajkovský (Barinka, Černoch) — 35 min 36 s Cingel (Sabolič, Kudrna) — 50 min 36 s - Hlinka (Přibyl, Buchtele) — 55 min 56 s | 0-1 1-1 2-1 3-1 3-2 4-2 | Nutivaara (Mäenalanen, Hakanpää) — 6 min 48 s - Hakanpää (Pyörälä) — 51 min 3 s - |                  |
| Tomáš Pöpperle   | Gardiens | Sami Aittokallio        |                                                                                   |                  |
| 28 min           | Pénalités | 8 min                   |                                                                                   |                  |
| 17               | Tirs | 32                      |                                                                                   |                  |

| 10 novembre 2015 | Kärpät Oulu | 4-1 (0-0, 2-0, 2-1) | HC Sparta Prague | Oulun Energia Areena, Oulu 3 716 spectateurs |

| Feuille de match | Feuille de match | Feuille de match    | Feuille de match                                 | Feuille de match |
| ---------------- | --- | ------------------- | ------------------------------------------------ | ---------------- |
|                  | Laatikainen (Pyörälä, Aaltonen) — 27 min 32 s Niemi (Aho, Kukkonen) — 36 min 24 s - Aho (Nutivaara, Masuhr) — 43 min 59 s Pyörälä (Junttila, Nutivaara) — 59 min 11 s | 1-0 2-0 2-1 3-1 4-1 | - Čajkovský (Procházka, Černoch) — 42 min 37 s - |                  |
| Iiro Tarkki      | Gardiens | Tomáš Pöpperle      |                                                  |                  |
| 6 min            | Pénalités | 6 min               |                                                  |                  |
| 34               | Tirs | 19                  |                                                  |                  |

| 3 novembre 2015 | TPS | 4-3 (0-3, 3-0, 1-0) | Storhamar Dragons | HK-areena, Turku 4 238 spectateurs |

| Feuille de match | Feuille de match | Feuille de match            | Feuille de match | Feuille de match |
| ---------------- | --- | --------------------------- | --- | ---------------- |
|                  | - Ahtola (Nummelin, Virta) — 27 min 19 s Nummelin (Virta, Perrin) — 30 min 34 s (2 SN) Siiki (Nummelin, Vainiola) — 34 min 6 s Pikkarainen (Vainiola, Tikkanen) — 55 min 51 s | 0-1 0-2 0-3 1-3 2-3 3-3 4-3 | Skadsdammen (Jensen) — 12 min 56 s Zettergren (Bull) — 16 min 21 s (2 SN) Rønnild (Huse, Hesbråten) — 19 min 15 s - |                  |
| Teemu Lassila    | Gardiens | Oskar Östlund               | |                  |
| 16 min           | Pénalités | 6 min                       | |                  |
| 51               | Tirs | 35                          | |                  |

| 10 novembre 2015 | Storhamar Dragons | 1-2 (0-1, 1-0, 0-1) | TPS | Hamar OL-Amfi, Hamar 5 367 spectateurs |

| Feuille de match | Feuille de match                              | Feuille de match | Feuille de match                                                                                        | Feuille de match |
| ---------------- | --------------------------------------------- | ---------------- | --- | ---------------- |
|                  | Berglund (de la Rose, Øksnes) — 31 min 57 s - | 0-1 1-1 1-2      | - Kumeliauskas (Spina, Perrin) — 13 min 44 s (SN) Tallinder (Tikkanen, Kumeliauskas) — 59 min 23 s (CV) |                  |
| Oskar Östlund    | Gardiens                                      | Teemu Lassila    | |                  |
| 10 min           | Pénalités                                     | 30 min           | |                  |
| 21               | Tirs                                          | 37               | |                  |

| 3 novembre 2015 | Djurgården IF Hockey | 1-2 (0-1, 1-0, 0-1) | Lukko | Hovet, Stockholm 978 spectateurs |

| Feuille de match | Feuille de match                                       | Feuille de match | Feuille de match                                                  | Feuille de match |
| ---------------- | ------------------------------------------------------ | ---------------- | ----------------------------------------------------------------- | ---------------- |
|                  | - Hultström (Ollas Mattsson, Sörensen) — 38 min 53 s - | 0-1 1-1 1-2      | Lähteenmäki (Nurmi) — 8 min 55 s - Mikkola (Gagnon) — 56 min 43 s |                  |
| Mikael Tellqvist | Gardiens                                               | Ryan Zapolski    |                                                                   |                  |
| 14 min           | Pénalités                                              | 20 min           |                                                                   |                  |
| 23               | Tirs                                                   | 19               |                                                                   |                  |

| 10 novembre 2015 | Lukko | 2-1 (0-0, 1-1, 1-0) | Djurgården IF Hockey | Kivikylän Areena, Rauma 2 435 spectateurs |

| Feuille de match | Feuille de match                                                              | Feuille de match | Feuille de match               | Feuille de match |
| ---------------- | ----------------------------------------------------------------------------- | ---------------- | ------------------------------ | ---------------- |
|                  | Gagnon — 34 min 48 s (TP) - Koivisto (Riska, Mikkola) — 58 min 41 s (IN + CV) | 1-0 1-1 2-1      | - Ahlén (Holm) — 36 min 37 s - |                  |
| Ryan Zapolski    | Gardiens                                                                      | Mikael Tellqvist |                                |                  |
| 8 min            | Pénalités                                                                     | 4 min            |                                |                  |
| 24               | Tirs                                                                          | 30               |                                |                  |

| 3 novembre 2015 | HC Bílí Tygři Liberec | 3-5 (1-3, 1-1, 1-1) | HC Davos | Tipsport arena, Liberec 7 148 spectateurs |

| Feuille de match | Feuille de match                                                                                        | Feuille de match                | Feuille de match | Feuille de match |
| ---------------- | --- | ------------------------------- | --- | ---------------- |
|                  | - Radivojevič (Bakoš) — 14 min 24 s - Radivojevič — 35 min 38 s - Řepík (Vitásek, Derner) — 59 min 20 s | 0-1 0-2 1-2 1-3 1-4 2-4 2-5 3-5 | Ambühl (D. Wieser) — 6 min 9 s Simion (Brejčák) — 9 min 16 s - D. Wieser (Ambühl) — 18 min 17 s Paulsson (Lindgren) — 28 min 8 s (SN) - Ambühl (Axelsson) — 57 min 59 s - |                  |
| Marek Schwarz    | Gardiens                                                                                                | Leonardo Genoni                 | |                  |
| 6 min            | Pénalités                                                                                               | 6 min                           | |                  |
| 31               | Tirs | 26                              | |                  |

| 10 novembre 2015 | HC Davos | 4-3 (3-1, 0-2, 1-0) | HC Bílí Tygři Liberec | Vaillant Arena, Davos 3 252 spectateurs |

| Feuille de match | Feuille de match | Feuille de match            | Feuille de match                                                               | Feuille de match |
| ---------------- | --- | --------------------------- | ------------------------------------------------------------------------------ | ---------------- |
|                  | Walser (Axelsson, Ambühl) — 5 min 38 s - D. Wieser — 9 min 29 s (TP) Jörg (Walser) — 12 min 20 s - D. Wieser — 56 min 33 s (IN + CV) | 1-0 1-1 2-1 3-1 3-2 3-3 4-3 | - Jelinek — 8 min 56 s - Jelinek — 24 min 23 s Plutnar (Řepík) — 29 min 45 s - |                  |
| Leonardo Genoni  | Gardiens | Ján Lašák Marek Schwarz     |                                                                                |                  |
| 12 min           | Pénalités | 6 min                       |                                                                                |                  |
| 19               | Tirs | 47                          |                                                                                |                  |

| 3 novembre 2015 | Eisbären Berlin | 2-5 (0-2, 1-1, 1-2) | Skellefteå AIK | Mercedes-Benz Arena, Berlin 4 554 spectateurs |

| Feuille de match                            | Feuille de match                                                                                 | Feuille de match            | Feuille de match | Feuille de match |
| ------------------------------------------- | ------------------------------------------------------------------------------------------------ | --------------------------- | --- | ---------------- |
|                                             | - Gervais (L. Braun, Tallacksson) — 30 min 38 s - L. Braun (D. Olver, Tallacksson) — 55 min 16 s | 0-1 0-2 0-3 1-3 1-4 1-5 2-5 | Heed (Norman, Forssell) — 3 min 4 s Forssell (Aho, Norman) — 12 min Heed (Holmström) — 27 min 45 s (SN) - Urbom (Pesonen, Hanses) — 40 min 46 s Urbom (Norman, Forssell) — 45 min 47 s - |                  |
| Petri Vehanen (27:45) Kevin Nastiuk (32:15) | Gardiens                                                                                         | Erik Hanses                 | |                  |
| 6 min                                       | Pénalités                                                                                        | 8 min                       | |                  |
| 21                                          | Tirs                                                                                             | 23                          | |                  |

| 10 novembre 2015 | Skellefteå AIK | 2-1 (1-1, 0-0, 1-0) | Eisbären Berlin | Skellefteå Kraft Arena, Skellefteå 1 758 spectateurs |

| Feuille de match | Feuille de match                                                                       | Feuille de match | Feuille de match                 | Feuille de match |
| ---------------- | -------------------------------------------------------------------------------------- | ---------------- | -------------------------------- | ---------------- |
|                  | - Lundberg (Lindgren, Holmström) — 6 min 7 s Forssell (Norman, Aho) — 56 min 34 s (SN) | 0-1 1-1 2-1      | Noebels (Baxmann) — 3 min 11 s - |                  |
| Markus Svensson  | Gardiens                                                                               | Petri Vehanen    |                                  |                  |
| 6 min            | Pénalités                                                                              | 10 min           |                                  |                  |
| 30               | Tirs                                                                                   | 20               |                                  |                  |

| 3 novembre 2015 | HC Litvínov | 2-1 (0-0, 1-0, 1-1) | Frölunda HC | Zimní stadión Ivana Hlinky, Litvínov 1 125 spectateurs |

| Feuille de match | Feuille de match                                              | Feuille de match | Feuille de match                       | Feuille de match |
| ---------------- | ------------------------------------------------------------- | ---------------- | -------------------------------------- | ---------------- |
|                  | Kubát (Jurčík) — 32 min 8 s - Hanzl (Trávníček) — 45 min 46 s | 1-0 1-1 2-1      | - Johnson (Lasch) — 41 min 50 s (SN) - |                  |
| Michael Petrásek | Gardiens                                                      | Lars Johansson   |                                        |                  |
| 6 min            | Pénalités                                                     | 2 min            |                                        |                  |
| 17               | Tirs                                                          | 21               |                                        |                  |

| 10 novembre 2015 | Frölunda HC | 6-0 (0-0, 3-0, 3-0) | HC Litvínov | Frölundaborg, Göteborg 1 378 spectateurs |

| Feuille de match | Feuille de match | Feuille de match        | Feuille de match | Feuille de match |
| ---------------- | --- | ----------------------- | ---------------- | ---------------- |
|                  | Abbott — 27 min 47 s (SN) Figren (Fälth, Johansson) — 29 min 20 s Stålberg (Lasu) — 37 min 35 s Bengtsson (Lehkonen, Fantenberg) — 43 min 16 s (SN) Abbott (Johnson, Sundström) — 48 min 2 s Lasch (Abbott, Tömmernes) — 54 min 39 s (SN) | 1-0 2-0 3-0 4-0 5-0 6-0 | -                |                  |
| Lars Johansson   | Gardiens | Michael Petrásek        |                  |                  |
| 6 min            | Pénalités | 20 min                  |                  |                  |
| 35               | Tirs | 14                      |                  |                  |

| 3 novembre 2015 | Tappara | 2-1 (1-0, 0-0, 1-1) | Luleå HF | Hakametsä, Tampere 3 903 spectateurs |

| Feuille de match | Feuille de match                                                                    | Feuille de match | Feuille de match                       | Feuille de match |
| ---------------- | ----------------------------------------------------------------------------------- | ---------------- | -------------------------------------- | ---------------- |
|                  | Rauhala (Bonsaksen, Laine) — 17 min 48 s - Lajunen (Kuusela, Haapala) — 47 min 31 s | 1-0 1-1 2-1      | - Mastomäki (Forsberg) — 46 min 10 s - |                  |
| Tomi Karhunen    | Gardiens                                                                            | Daniel Larsson   |                                        |                  |
| 4 min            | Pénalités                                                                           | 4 min            |                                        |                  |
| 17               | Tirs                                                                                | 24               |                                        |                  |

| 10 novembre 2015 | Luleå HF | 5-0 (2-0, 0-0, 3-0) | Tappara | Coop Norrbotten Arena, Luleå 3 829 spectateurs |

| Feuille de match | Feuille de match | Feuille de match    | Feuille de match | Feuille de match |
| ---------------- | --- | ------------------- | ---------------- | ---------------- |
|                  | Fabricius (Melart, Forsberg) — 13 min 13 s Sylvegård (Harju, Rajala) — 16 min 1 s Micflikier (Hedman) — 50 min 3 s Micflikier (Rajala) — 54 min 12 s (SN) Cehlárik (Rajala, Melart) — 55 min 39 s | 1-0 2-0 3-0 4-0 5-0 | -                |                  |
| Daniel Larsson   | Gardiens | Tomi Karhunen       |                  |                  |
| 6 min            | Pénalités | 8 min               |                  |                  |
| 33               | Tirs | 13                  |                  |                  |

### Quarts de finale
Les quarts de finale ont lieu le 1er décembre pour le match aller et le 8 décembre pour le match retour.
| 1er décembre 2015 | Espoo Blues | 2-0 (1-0, 0-0, 1-0) | Kärpät Oulu | Barona Areena, Espoo 2 799 spectateurs |

| Feuille de match | Feuille de match                                                                        | Feuille de match | Feuille de match | Feuille de match |
| ---------------- | --------------------------------------------------------------------------------------- | ---------------- | ---------------- | ---------------- |
|                  | Makkonen (Korhonen, Poukkula) — 8 min 44 s (SN) Sailio (Vaakanainen) — 49 min 32 s (IN) | 1-0 2-0          | -                |                  |
| Kaapo Kahkonen   | Gardiens                                                                                | Antti Lehtonen   |                  |                  |
| 10 min           | Pénalités                                                                               | 8 min            |                  |                  |
| 19               | Tirs                                                                                    | 28               |                  |                  |

| 8 décembre 2015 | Kärpät Oulu | 5-1 (2-0, 0-0, 3-1) | Espoo Blues | Oulun Energia Areena, Oulu 3 173 spectateurs |

| Feuille de match | Feuille de match | Feuille de match        | Feuille de match                            | Feuille de match |
| ---------------- | --- | ----------------------- | ------------------------------------------- | ---------------- |
|                  | Junttila (Laatikainen, Ikonen) — 56 s Hakanpää (Aaltonen, Junttila) — 1 min 19 s Junttila (Masuhr, Huml) — 46 min 47 s - Nutivaara (Aho, Junttila) — 48 min 1 s Junttila — 58 min 46 s (IN) | 1-0 2-0 3-0 3-1 4-1 5-1 | - Suomela (Seppala, Sailio) — 47 min 12 s - |                  |
| Sami Aittokallio | Gardiens | Kaapo Kahkonen          |                                             |                  |
| 8 min            | Pénalités | 10 min                  |                                             |                  |
| 37               | Tirs | 15                      |                                             |                  |

| 1er décembre 2015 | TPS | 3-3 (1-2, 0-0, 2-1) | Lukko | HK-areena, Turku 3 006 spectateurs |

| Feuille de match | Feuille de match                                                                                                   | Feuille de match        | Feuille de match                                                                            | Feuille de match |
| ---------------- | --- | ----------------------- | ------------------------------------------------------------------------------------------- | ---------------- |
|                  | Kallio (Perrin) — 6 min 6 s - Perrin (Kallio, Spina) — 57 min 17 s Kallio (Perrin, Pikkarainen) — 59 min 40 s (SN) | 1-0 1-1 1-2 1-3 2-3 3-3 | - Nurmi (Lähteenmäki) — 9 min 55 s Lahti (Asplund) — 13 min 28 s Piitulainen — 42 min 1 s - |                  |
| Oskari Setanen   | Gardiens | Ryan Zapolski           |                                                                                             |                  |
| 10 min           | Pénalités | 12 min                  |                                                                                             |                  |
| 44               | Tirs | 26                      |                                                                                             |                  |

| 8 décembre 2015 | Lukko | 2-1 (TB) (0-0, 1-0, 0-1, 0-0, 1-0) | TPS | Kivikylän Areena, Rauma 3 389 spectateurs |

| Feuille de match | Feuille de match                                                    | Feuille de match | Feuille de match           | Feuille de match |
| ---------------- | ------------------------------------------------------------------- | ---------------- | -------------------------- | ---------------- |
|                  | Vahalahti (Koivisto, Asplund) — 35 min 52 s - Asplund — 70 min (TB) | 1-0 1-1 2-1      | - Tikkanen — 55 min 36 s - |                  |
| Ryan Zapolski    | Gardiens                                                            | Oskari Setanen   |                            |                  |
| 4 min            | Pénalités                                                           | 6 min            |                            |                  |
| 44               | Tirs                                                                | 27               |                            |                  |

| 1er décembre 2015 | HC Davos | 1-1 (1-0, 0-1, 0-0) | Skellefteå AIK | Vaillant Arena, Davos 4 002 spectateurs |

| Feuille de match | Feuille de match                                   | Feuille de match | Feuille de match                                  | Feuille de match |
| ---------------- | -------------------------------------------------- | ---------------- | ------------------------------------------------- | ---------------- |
|                  | Aeschlimann (D. Wieser, Setoguchi) — 16 min 53 s - | 1-0 1-1          | - Calof (Broadhurst, Forssell) — 23 min 47 s (SN) |                  |
| Leonardo Genoni  | Gardiens                                           | Markus Svensson  |                                                   |                  |
| 6 min            | Pénalités                                          | 10 min           |                                                   |                  |
| 26               | Tirs                                               | 34               |                                                   |                  |

| 8 décembre 2015 | Skellefteå AIK | 1-4 (0-2, 1-0, 0-2) | HC Davos | Skellefteå Kraft Arena, Skellefteå 2 134 spectateurs |

| Feuille de match | Feuille de match                                | Feuille de match | Feuille de match | Feuille de match |
| ---------------- | ----------------------------------------------- | ---------------- | --- | ---------------- |
|                  | - Forssell (Ericsson, Burström) — 20 min 23 s - | 0-1 0-2 1-2 1-3  | Axelsson (M. Wieser) — 4 min 7 s Corvi (D. Wieser) — 9 min 52 s - Ambühl — 50 min 32 s (IN) Lindgren (Dubois) — 59 min 3 s (CV) |                  |
| Markus Svensson  | Gardiens                                        | Leonardo Genoni  | |                  |
| 6 min            | Pénalités                                       | 34 min           | |                  |
| 39               | Tirs                                            | 13               | |                  |

| 1er décembre 2015 | Luleå HF | 3-2 (1-0, 1-2, 1-0) | Frölunda HC | Coop Norrbotten Arena, Luleå 4 130 spectateurs |

| Feuille de match | Feuille de match | Feuille de match    | Feuille de match                                                                                      | Feuille de match |
| ---------------- | --- | ------------------- | --- | ---------------- |
|                  | Fabricius (Melart) — 5 min 24 s - Ekarv (Oskarsson, Melart) — 33 min 57 s - Mastomäki (Harju, Sigalet) — 57 min 7 s (SN) | 1-0 1-1 2-1 2-2 3-2 | - Lundqvist (Rosseli-Olsen, Lasch) — 22 min 22 s - Larsson (Lundqvist, Rosseli-Olsen) — 38 min 24 s - |                  |
| Joel Lassinantti | Gardiens | Johan Gustafsson    | |                  |
| 4 min            | Pénalités | 8 min               | |                  |
| 21               | Tirs | 18                  | |                  |

| 8 décembre 2015 | Frölunda HC | 6-4 (TB) (2-2, 3-1, 0-1, 0-0, 1-0) | Luleå HF | Scandinavium, Göteborg 3 590 spectateurs |

| Feuille de match | Feuille de match | Feuille de match                        | Feuille de match | Feuille de match |
| ---------------- | --- | --------------------------------------- | --- | ---------------- |
|                  | Sundström (Fantenberg, Figren) — 5 min 9 s - Johnson (Lasch, Abbott) — 17 min 15 s (2 SN) - Carlsson (Lehkonen, Figren) — 21 min 31 s - Fantenberg — 28 min 31 s (SN) Abbott (Lundqvist) — 34 min 35 s (SN) - Abbott — 70 min (TB) | 1-0 1-1 2-1 2-2 3-2 3-3 4-3 5-3 5-4 6-4 | - Rajala (Micflikier, Lagace) — 11 min 33 s (SN) - Forsberg (Fabricius) — 18 min 36 s (IN) - Mastomäki (Fabricius, Sigalet) — 21 min 42 s - Harju (Sigalet, Schira) — 46 min 12 s (SN) - |                  |
| Lars Johansson   | Gardiens | Joel Lassinantti                        | |                  |
| 35 min           | Pénalités | 16 min                                  | |                  |
| 42               | Tirs | 27                                      | |                  |

### Demi-finales
Les demi-finales ont lieu le 12 janvier pour le match aller et le 19 janvier pour le match retour.
| 12 janvier 2016 | Lukko | 2-3 (2-1, 0-0, 0-2) | Kärpät Oulu | Kivikylän Areena, Rauma 2 063 spectateurs |

| Feuille de match | Feuille de match                                               | Feuille de match    | Feuille de match | Feuille de match |
| ---------------- | -------------------------------------------------------------- | ------------------- | --- | ---------------- |
|                  | Koivisto (Lahti, Ahonen) — 9 min 36 s Virtanen — 10 min 59 s - | 1-0 2-0 2-1 2-2 2-3 | - Kukkonen (Nutivaara, Pirnes) — 14 min 40 s (SN) Keränen (Nutivaara, Pirnes) — 44 min 28 s Aaltonen (Aho, Laatikainen) — 53 min 16 s |                  |
| Ryan Zapolski    | Gardiens                                                       | Sami Aittokallio    | |                  |
| 6 min            | Pénalités                                                      | 4 min               | |                  |
| 32               | Tirs                                                           | 17                  | |                  |

| 19 janvier 2016 | Kärpät Oulu | 2-2 (0-0, 1-1, 1-1) | Lukko | Oulun Energia Areena, Oulu 3 394 spectateurs |

| Feuille de match | Feuille de match                                                                                  | Feuille de match | Feuille de match                                                         | Feuille de match |
| ---------------- | ------------------------------------------------------------------------------------------------- | ---------------- | ------------------------------------------------------------------------ | ---------------- |
|                  | Pyörälä (Aho, Nutivaara) — 26 min 18 s (SN) - Nutivaara (Puljujärvi, Laatikainen) — 41 min 29 s - | 1-0 1-1 2-1 2-2  | - Koivisto (Asplund, Lahti) — 31 min 2 s (SN) - Lahti — 54 min 23 s (SN) |                  |
| Sami Aittokallio | Gardiens                                                                                          | Ryan Zapolski    |                                                                          |                  |
| 6 min            | Pénalités                                                                                         | 8 min            |                                                                          |                  |
| 32               | Tirs                                                                                              | 22               |                                                                          |                  |

| 12 janvier 2016 | HC Davos | 0-5 (0-1, 0-1, 0-3) | Frölunda HC | Vaillant Arena, Davos |

| Feuille de match | Feuille de match | Feuille de match    | Feuille de match | Feuille de match |
| ---------------- | ---------------- | ------------------- | --- | ---------------- |
|                  | -                | 0-1 0-2 0-3 0-4 0-5 | Abbott (Lundqvist, Lasch) — 5 min 29 s (SN) Lehkonen — 28 min 55 s Lasch (Rosseli-Olsen) — 40 min 43 s Larsson (Fantenberg, Sundström) — 48 min Larsson (Sundström) — 59 min 4 s |                  |
| Leonardo Genoni  | Gardiens         | Lars Johansson      | |                  |
| 16 min           | Pénalités        | 8 min               | |                  |
| 20               | Tirs             | 34                  | |                  |

| 19 janvier 2016 | Frölunda HC | 1-1 (1-0, 0-1, 0-0) | HC Davos | Scandinavium, Göteborg 3 819 spectateurs |

| Feuille de match | Feuille de match                           | Feuille de match | Feuille de match                              | Feuille de match |
| ---------------- | ------------------------------------------ | ---------------- | --------------------------------------------- | ---------------- |
|                  | Carlsson (Lehkonen, Figren) — 3 min 29 s - | 1-0 1-1          | - Ambühl (Corvi, Lindgren) — 21 min 29 s (SN) |                  |
| Lars Johansson   | Gardiens                                   | Leonardo Genoni  |                                               |                  |
| 10 min           | Pénalités                                  | 30 min           |                                               |                  |
| 23               | Tirs                                       | 24               |                                               |                  |

### Finale
La finale a lieu le 9 février.
| 9 février 2016 | Kärpät Oulu | 1-2 (0-2, 0-0, 1-0) | Frölunda HC | Oulun Energia Areena 6 614 spectateurs |

| Feuille de match | Feuille de match                               | Feuille de match | Feuille de match                                                                        | Feuille de match                                                                           |
| ---------------- | ---------------------------------------------- | ---------------- | --------------------------------------------------------------------------------------- | ------------------------------------------------------------------------------------------ |
|                  | - Keränen (Suoranta, Masuhr) — 47 min 1 s (SN) | 0-1 0-2 1-2      | Lasch (Fantenberg, Larsson) — 16 min 20 s Abbott (Tömmernes, Sundström) — 17 min 43 s - | Arbitrage : Tobias Wehrli Marc Wiegand Juges de lignes : Miroslav Lhotský Lukas Kohlmüller |
| Sami Aittokallio | Gardiens                                       | Lars Johansson   |                                                                                         | Arbitrage : Tobias Wehrli Marc Wiegand Juges de lignes : Miroslav Lhotský Lukas Kohlmüller |
| 2 min            | Pénalités                                      | 8 min            |                                                                                         | Arbitrage : Tobias Wehrli Marc Wiegand Juges de lignes : Miroslav Lhotský Lukas Kohlmüller |
| 19               | Tirs                                           | 23               |                                                                                         | Arbitrage : Tobias Wehrli Marc Wiegand Juges de lignes : Miroslav Lhotský Lukas Kohlmüller |

### Effectif vainqueur
| Vainqueur de la Ligue des champions : Frölunda HC | Gardiens : Lars Johansson, Johan Gustafsson Défenseurs : Jacob Larsson, Henrik Tömmernes, Oliver Lauridsen, Elias Fälth, Tom Nilsson, Christofer Persson, Oscar Fantenberg (A) Attaquants : Spencer Abbott, Anton Axelsson, Sebastian Stalberg, Joel Lundqvist (C), Christoffer Ehn, Robin Figren, Johan Sundström, Niklas Lasu (A), Mats Rosseli Olsen, Artturi Lehkonen, Patrik Carlsson, Ryan Lasch, Andreas Johnson Entraîneur : Roger Rönnberg |

## Trophée NordicBet
Le trophée du meilleur joueur NordicBet récompense le meilleur joueur du tournoi. Il est remis à Ryan Lasch, l'attaquant américain du Frölunda HC.

## Récompenses individuelles
| Rang | Joueur           | Équipe         | PJ | B | A  | Pts | +/- | Pun |
| ---- | ---------------- | -------------- | -- | - | -- | --- | --- | --- |
| 1    | Ryan Lasch       | Frölunda HC    | 12 | 6 | 9  | 15  | +5  | 2   |
| 2    | Toni Koivisto    | Lukko          | 12 | 7 | 6  | 13  | +5  | 4   |
| 3    | Janne Lahti      | Lukko          | 9  | 3 | 10 | 13  | +2  | 2   |
| 4    | Spencer Abbott   | Frölunda HC    | 10 | 7 | 5  | 12  | -2  | 2   |
| 5    | Artturi Lehkonen | Frölunda HC    | 12 | 5 | 7  | 12  | +10 | 2   |
| 6    | John Laliberte   | ERC Ingolstadt | 6  | 4 | 7  | 11  | 0   | 2   |
| 7    | Andres Ambühl    | HC Davos       | 11 | 7 | 3  | 10  | +3  | 8   |
| 8    | Jacob Micflikier | Luleå HF       | 10 | 6 | 4  | 10  | +4  | 8   |
| 9    | Petr Tatíček     | ERC Ingolstadt | 6  | 5 | 5  | 10  | +1  | 6   |
| 10   | Dave Spina       | TPS            | 10 | 4 | 6  | 10  | +4  | 10  |